# Letteratura dell'antico Egitto

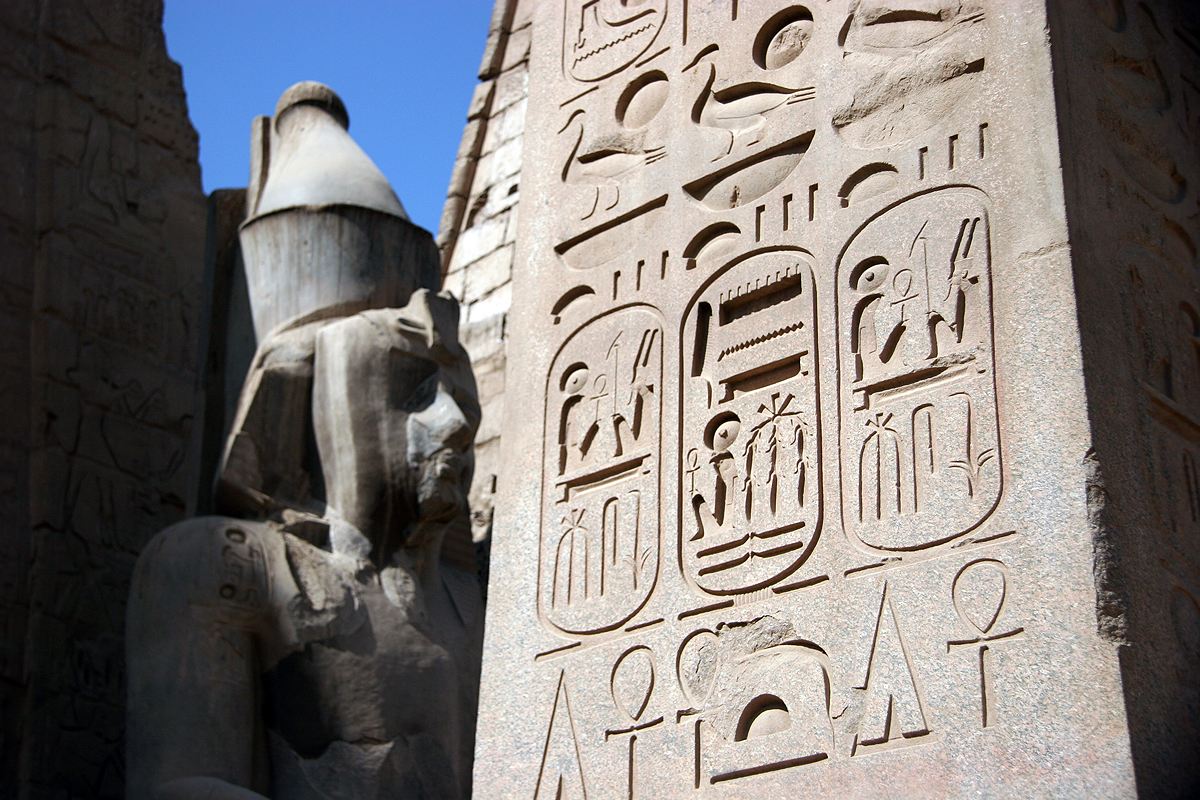
Geroglifici egizi con i cartigli col nome di Ramses II, dal Tempio di Luxor, Nuovo Regno.

La letteratura dell'antico Egitto fu scritta in lingua egizia a partire dal periodo faraonico dell'antico Egitto fino alla fine della dominazione romana. Rappresenta il corpus più antico della letteratura egizia. Insieme alla letteratura sumera, è considerata la letteratura più antica del mondo.
La scrittura dell'antico Egitto, sia quella geroglifica che quella ieratica, comparve per la prima volta nel tardo V millennio a.C., durante l'ultima fase dell'Egitto preistorico. A partire dall'Antico Regno (dal XXVI secolo a.C. al XXII secolo a.C.), le opere letterarie comprendevano testi funerari, epistole, inni, poesie e testi autobiografici commemorativi che riportano le carriere di funzionari amministrativi di primo piano. Una letteratura egizia narrativa fu creata solo dagli inizi del Medio Regno (dal XXI secolo a.C. al XVII secolo a.C.). Questa fu una "rivoluzione dei media", che secondo Richard B. Parkinson, fu il risultato dell'ascesa di una classe intellettuale di scribi, di una nuova sensibilità culturale dell'individuo, di un livello di alfabetizzazione senza precedenti e di un accesso tradizionale ai documenti scritti. Tuttavia, il grado di alfabetizzazione era minore dell'uno percento di tutta la popolazione. L'istituzione della letteratura era dunque una pratica d'élite monopolizzata da una classe di scribi legata alle cariche di governo e alla corte reale del faraone. Comunque, tra gli studiosi moderni non si riscontra un consenso netto sulla dipendenza della letteratura antica egizia dall'ordine sociopolitico delle corti reali.
Il medio egiziano – lingua parlata nel Medio Regno – divenne un linguaggio classico durante il Nuovo Regno (dal XVI secolo a.C. fino all'XI secolo a.C.) quando il linguaggio vernacolare noto come neo-egiziano apparve per la prima volta in scrittura. Gli scribi del Nuovo Regno canonizzarono e copiarono molti testi letterari scritti in medio egiziano. Alcuni generi della letteratura del Medio Regno, come gli "ammaestramenti" e le storie narrative, sono rimaste popolari nel Nuovo Regno, anche se il genere dei testi profetici non è stato ripreso fino al periodo tolemaico (dal IV secolo a.C. al I secolo a.C.). Le composizioni di genere narrativo di Medio Regno comprendono Le avventure di Sinuhe, il Racconto del naufrago e L'Oasita eloquente, mentre gli ammaestramenti comprendono Gli insegnamenti di Amenemhat e Gli insegnamenti lealisti. Nel periodo del Nuovo Regno, la scrittura di graffiti commemorativi sui templi sacri e sulle pareti delle tombe fiorì come un genere unico di letteratura.
Il riconoscimento dei legittimi autori delle opere era importante solo per alcuni generi. Per il genere "ammaestramenti", venivano infatti utilizzati degli pseudonimi e i testi venivano falsamente attribuiti a figure storiche di rilievo.
La letteratura dell'antico Egitto è stata conservata su un'ampia varietà di mezzi di comunicazione, quali rotoli di papiro, ostraka di calcare o di ceramica, tavolette di legno per la scrittura, edifici monumentali in pietra e sarcofagi. I testi conservati e scoperti dagli archeologi rappresentano una piccola parte del patrimonio scritto degli antichi Egizi. L'area della pianura alluvionale del Nilo è poco rappresentata poiché l'ambiente umido è inadatto alla conservazione dei papiri e delle iscrizioni in inchiostro. D'altra parte, depositi nascosti di letteratura, sepolti per migliaia di anni, sono stati scoperti in insediamenti ai confini aridi e desertici della civiltà egizia.

## Scritture, mezzi di comunicazione e lingue

### Geroglifici, ieratico e demotico

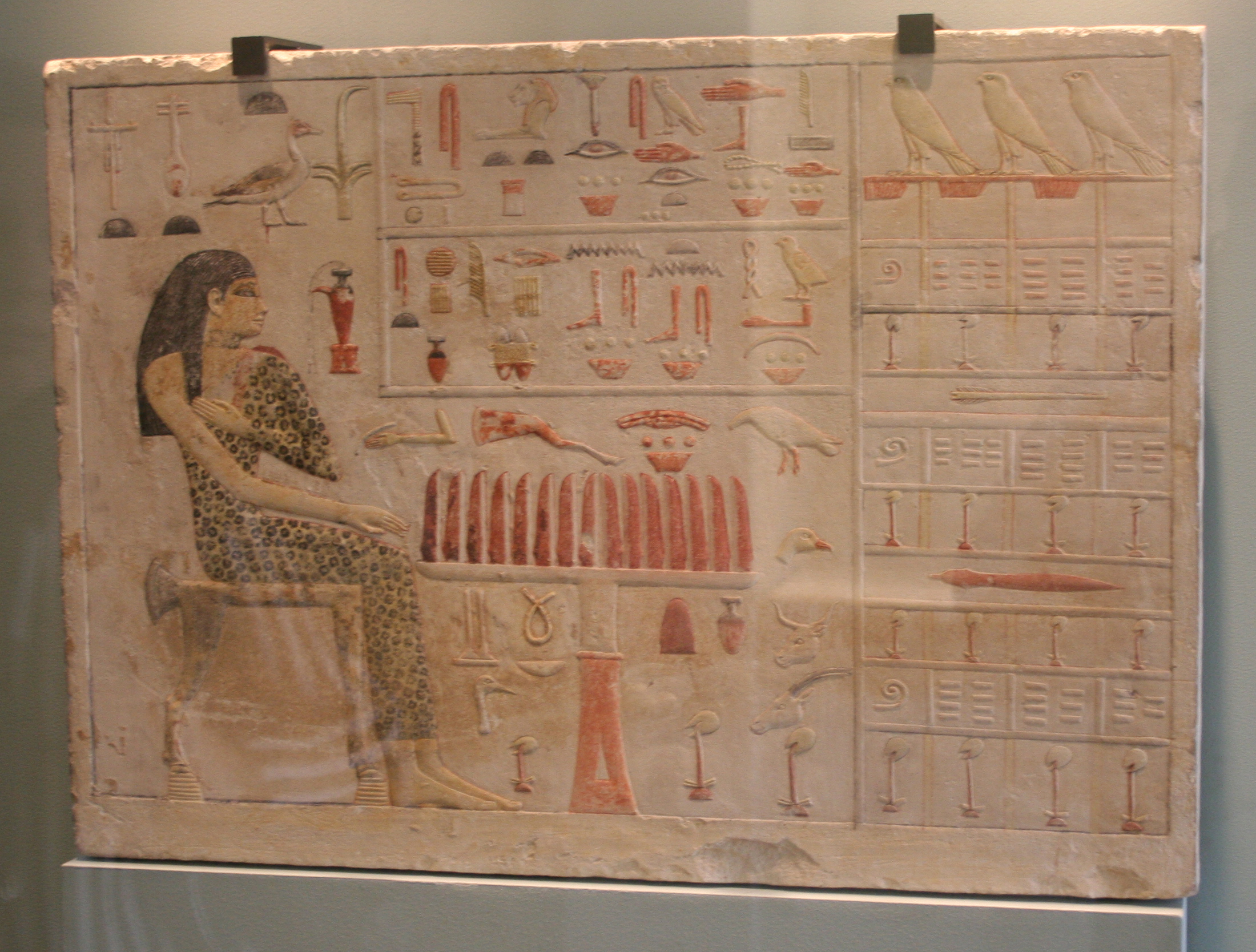
La stele della principessa egizia dell'Antico Regno Nefertiabet (datata circa 2590–2565 a.C.), dalla sua tomba a Giza, con geroglifici intagliati e dipinti su calcare

Nel Periodo Predinastico, alla fine del IV millennio a.C., i geroglifici egizi e la loro forma corsiva, lo ieratico erano scritture ben consolidate. I geroglifici egizi erano illustrazioni artistiche di oggetti naturali. Per esempio, il geroglifico per chiavistello, pronunciato se, produceva il suono s; quando questo geroglifico era combinato con un altro o più geroglifici, produceva una combinazione di suoni che poteva rappresentare concetti astratti come tristezza, felicità, bellezza e malvagità. La Tavoletta di Narmer, datata al 3100 a.C. circa, nell'ultima fase del Periodo Predinastico, combina i geroglifici per pesce gatto e scalpello per produrre il nome del re Narmer.
Gli Egizi chiamavano i loro geroglifici "parole divine", e riservavano il loro utilizzo a scopi importanti, come comunicare con le divinità e gli spiriti dei morti tramite testi funerari. Ogni parola geroglifica rappresentava un oggetto specifico e incarnava l'essenza di tale oggetto, riconoscendolo come creato dalla divinità e appartenente all'universo più grande. Tramite atti rituali sacerdotali, come bruciare incenso, il sacerdote permetteva agli spiriti e alle divinità di leggere i geroglifici che decoravano le superfici dei templi. Nei testi funerari a partire dalla XII dinastia, gli Egizi credevano che sfigurare, e anche omettere certi geroglifici, recasse conseguenze, buone o cattive, per il proprietario deceduto di una tomba il cui spirito faceva affidamento sui testi come fonte di nutrimento nella vita dopo la morte. Mutilare il geroglifico di un serpente velenoso o di un altro animale pericoloso eliminava una potenziale minaccia. Tuttavia, rimuovere ogni geroglifico rappresentate il nome di una persona deceduta avrebbe deprivato la sua anima dell'abilità di leggere i testi funerari e l'avrebbe condannata a un'esistenza inanimata.

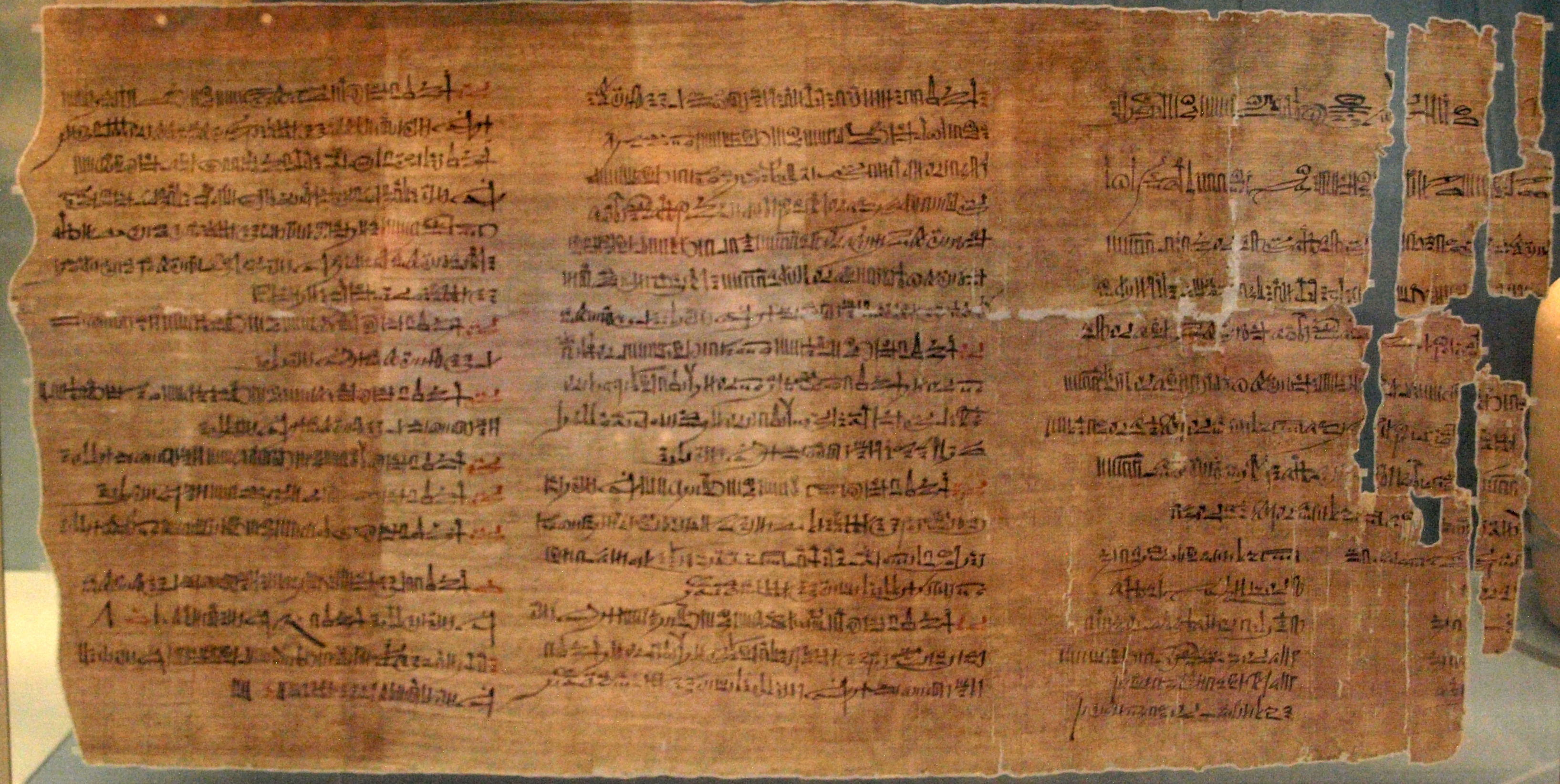
Il papiro Abbott, un documento scritto in ieratico; descrive un'ispezione delle tombe reali in the Necropoli Tebana ed è datato al sesto anno di regno di Ramses IX, nel 1110 a.C. circa

Lo ieratico è una forma corsiva semplificata dei geroglifici egizi. Come i geroglifici, lo ieratico era usato nei testi sacri e religiosi. Nel I millennio a.C., lo ieratico divenne la scrittura prevalentemente usata nei testi funerari e nei papiri dei templi. Mentre la scrittura dei geroglifici richiedeva la massima precisione e attenzione, il corsivo ieratico poteva essere scritto molto più velocemente ed era dunque più pratico per la tenuta dei registri da parte degli scribi. Il suo scopo principale era quello di servire da scrittura stenografica per scritti meno formali come lettere private, documenti legali, poemi, registri di tasse, testi medici, trattati matematici e insegnamenti. Lo ieratico poteva essere scritto in due stili differenti: uno era più calligrafico e solitamente riservati a registri governativi e manoscritti letterari, l'altro era usato per resoconti informali e lettere.
Nella metà del I millennio a.C. i geroglifici e lo ieratico erano usati per scritti reali, monumentali, religiosi e funerari, mentre una nuova scrittura, anche più corsiva, era utilizzata per la scrittura informale e quotidiana: il Demotico. L'ultima scrittura adottata dagli Egizi fu l'alfabeto copto, una versione modificata dell'alfabeto greco. Il Copto diventò la scrittura comune nel IV secolo d.C. quando il Cristianesimo divenne la religione di stato tramite l'Impero Romano; i geroglifici vennero abbandonati in quanto immagini idolatriche di una tradizione pagana, inadatte per scrivere il canone biblico.

### Strumenti di scrittura e materiali

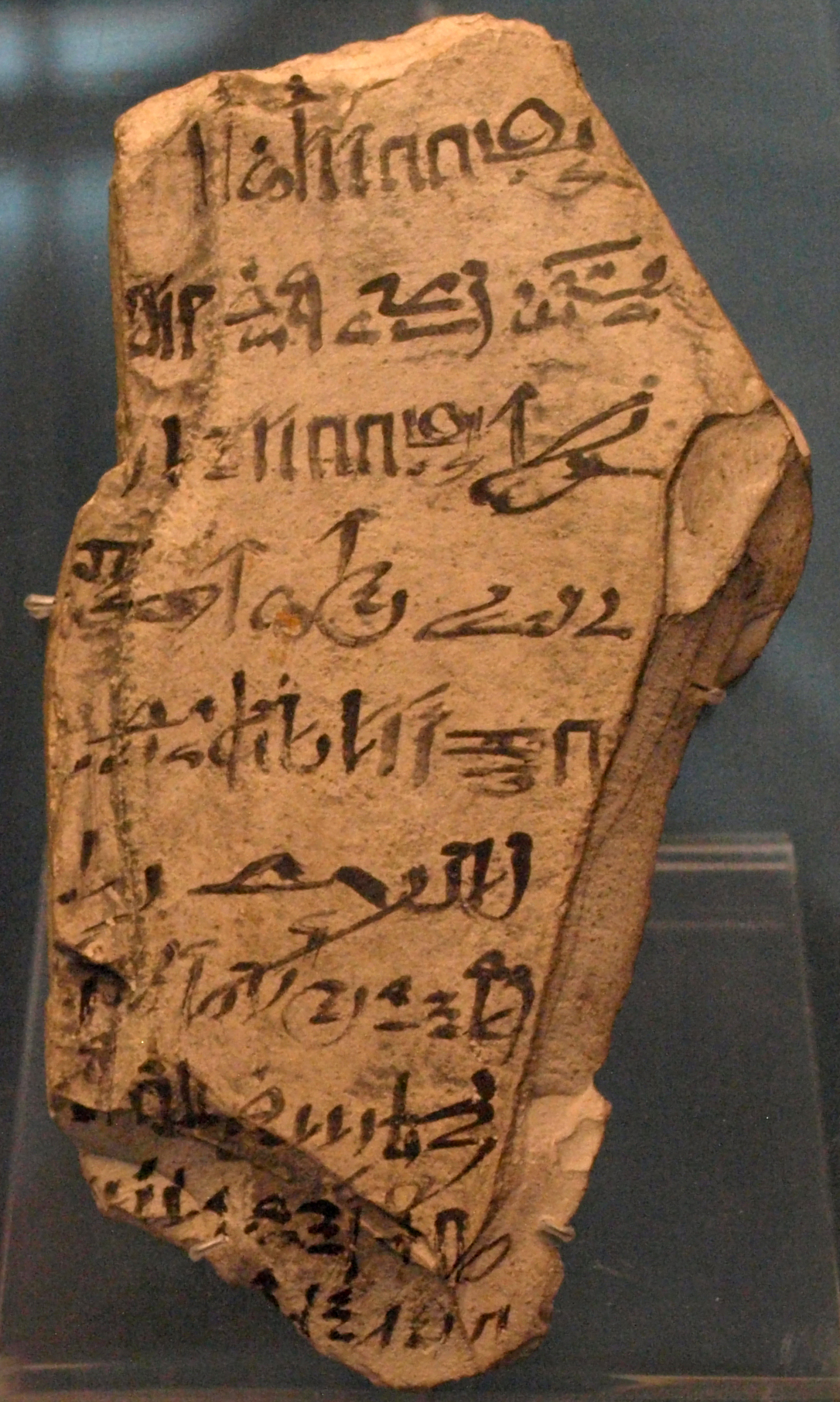
Un ostrakon con scrittura ieratica citante gli ufficiali coinvolti nell'ispezione delle tombe durante la XII dinastia, circa 1070–945 a.C.

La letteratura egizia era prodotta su una varietà di mezzi di comunicazione. Insieme allo scalpello, necessario per le iscrizioni su pietra, il principale strumento di scrittura degli antichi Egizi era il calamo, una canna modellata in uno stelo con un'estremità simile ad una spazzola. Con pigmenti di carbone nero e ocra rossa, il calamo era usato per scrivere su rotoli di papiro - un materiale sottile creato dal battere insieme strisce di midollo dalla pianta di Cyperus papyrus - così come su piccoli frammenti di vasi di ceramica o calcare conosciuti come ostraka. Si pensa che i rotoli di papiro fossero merci moderatamente costose, poiché molti sono palinsesti, manoscritti il cui contenuto originale è stato cancellato per fare spazio a nuovi lavori scritti. Questo, insieme alla pratica di strappare pezzi di documenti di papiro più grandi per scrivere lettere più piccole, suggerisce che vi fossero carenze stagionali causate dalla stagione di crescita limitata del Cyperus papyrus. Ciò spiega anche l'uso frequente di ostraka e di scaglie di calcare come mezzo di scrittura per testi più brevi. Oltre alla pietra, gli ostraka di ceramica e i papiri, i mezzi di scrittura includevano anche il legno, l'avorio e il gesso.
Nel periodo romano dell'Egitto, il tradizionale calamaio egizio fu rimpiazzato dal principale strumento di scrittura del mondo greco-romano: un calamaio più corto e spesso con un pennino. Allo stesso modo, gli originali pigmenti egizi furono abbandonati in favore degli inchiostri greci a base di piombo. L'adozione degli strumenti di scrittura greco-romani influenzò la grafia egizia, poiche i segni ieratici divennero più distanziati, ebbero svolazzi più curvi e maggiore precisione angolare.

### Conservazione del materiale scritto
Le tombe egizie sotterranee nel deserto forniscono probabilmente l'ambiente più protettivo per la conservazione di documenti di papiro. Per esempio, ci sono molti papiri funerari del Libro dei Morti ben conservati posizionati nelle tombe per fungere da guida per l'aldilà per le anime dei proprietari deceduti delle tombe. Tuttavia, posizionare papiri non religiosi nelle camere di sepoltura era consueto solo alla fine del Medio Regno e nella prima metà del Nuovo Regno. Così, la maggior parte di papiri letterari ben conservati sono datati a questo periodo.
La maggior parte degli insediamenti nell'antico Egitto era situati sul sedimento della pianura alluvionale del Nilo. Questo ambiente umido era sfavorevole per la conservazione a lungo termine dei documenti di papiro. Gli archeologi hanno scoperto una più grande quantità di documenti di papiro in insediamenti nel deserto su terra elevata rispetto alla pianura alluvionale, e in insediamenti che mancavano di lavori di irrigazione, come Elefantina, El-Lahun e El-Hiba.

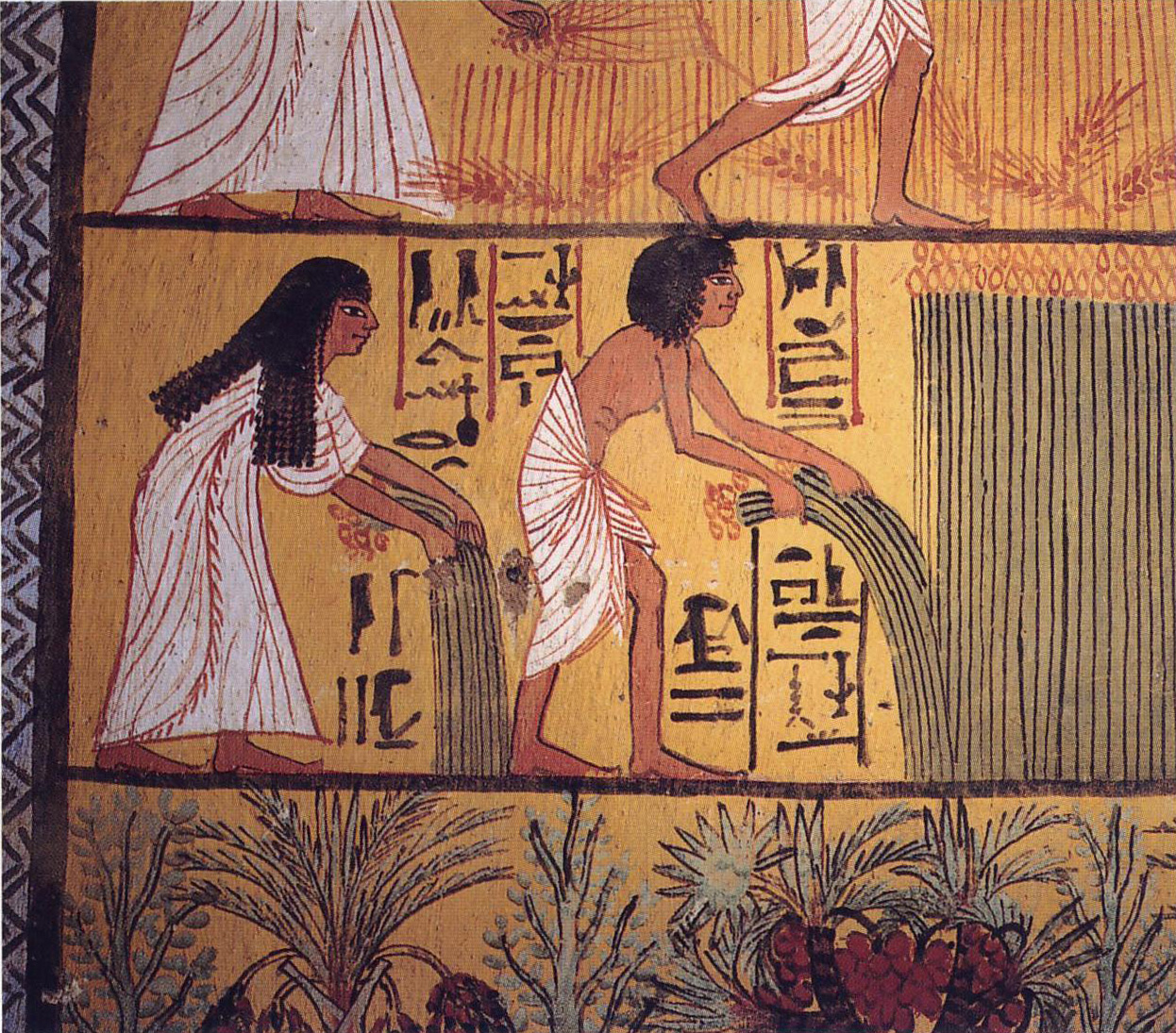
Contadini egizi che raccolgono papiro, da un dipinto parietale in una tomba di Deir el-Medina datata all'inizio del Periodo Ramesside

Anche le scritte su mezzi più stabili sono state perse in vari modi. Le pietre con iscrizioni erano frequentemente riutilizzate come materiale da costruzione, e gli ostraka di ceramica necessitavano di un ambiente secco per assicurare la conservazione di inchiostro sulle loro superfici. Mentre i rotoli di papiro venivano solitamente depositate in scatole per la loro custodia, gli ostraka venivano spesso abbandonati in vaste fosse; una di queste fu scoperta per caso nel villaggio di era Ramesside Deir el-Medina, ed ha fornito la maggior parte delle lettere su ostraka conosciute. I documenti trovati in questo sito includono lettere, inni, racconti immaginari, ricette, ricevute di affari e testamenti.

### Egizio Antico, Medio e Tardo e Demotico

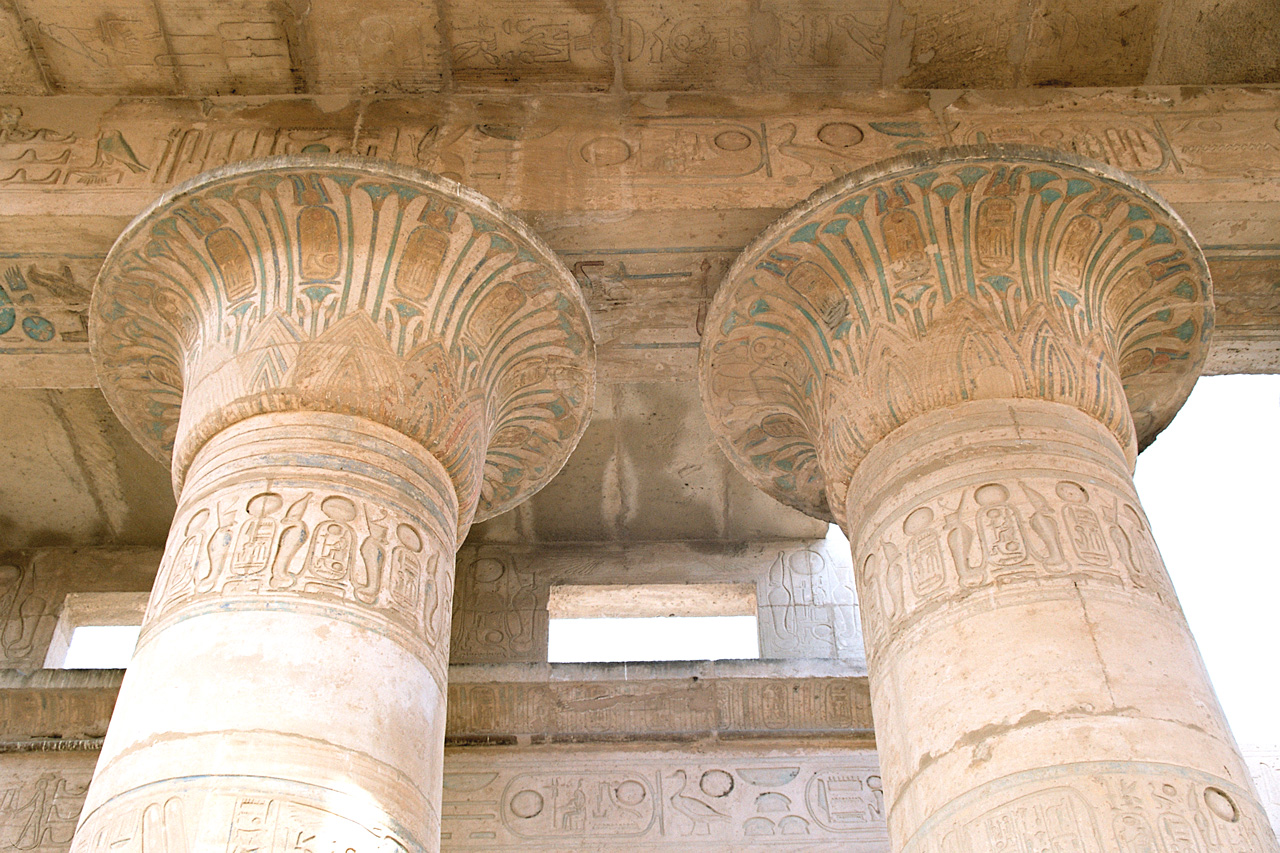
Colonne con geroglifici iscritti e dipinti, dalla sala ipostila del Ramesseo di Luxor, costruito durante il regno di Ramses II (circa 1279–1213 BC)

Nonostante la scrittura apparve per la prima volta alla fine del IV millennio a.C., era usata solo per trasmettere nomi corti ed etichette; strisce connesse di testo non apparvero prima del 2600 a.C. circa, all'inizio dell'Antico Regno. Questo sviluppo segnò l'inizio della prima fase conosciuta della lingua egizia: l'Egizio Antico. L'Egizio Antico rimase una lingua parlata fino al 2100 a.C. circa, quando, durante l'inizio del Medio Regno, si evolse nel Egizio Medio. Mentre l'Egizio Medio era strettamente collegato all'Egizio Antico, l'Egizio Tardo era significativamente diverso nella struttura grammaticale. Probabilmente l'Egizio Tardo apparve come lingua vernacolare già nel 1600 a.C., ma non fu usata come lingua scritta fino al 1300 a.C. circa durante il Periodo Amarniano del Nuovo Regno. L'Egizio Tardo si evolse nel Demotico nel VII secolo a.C., e nonostante il Demotico rimase una lingua parlata fino V secolo d.C., fu gradualmente rimpiazzata dal Copto dal I secolo d.C.
Lo ieratico fu usato insieme ai geroglifici per la scrittura nell'Egizio Antico e Medio, diventando la forma principale di scrittura nell'Egizio Tardo. Dal Nuovo Regno e nel resto della storia egizia, l'Egizio Medio divenne una lingua classica che era di solito riservata per leggere e scrivere i geroglifici e la lingua parlata per forme di letteratura più esaltate, come registri storici, autobiografie commemorative, inni e incantesimi funerari. Tuttavia, la letteratura del Medio Regno scritta in Egizio Medio fu anche riscritta in ieratico durante periodi più tardi.

## Le funzioni letterarie: sociali, religiose ed educative

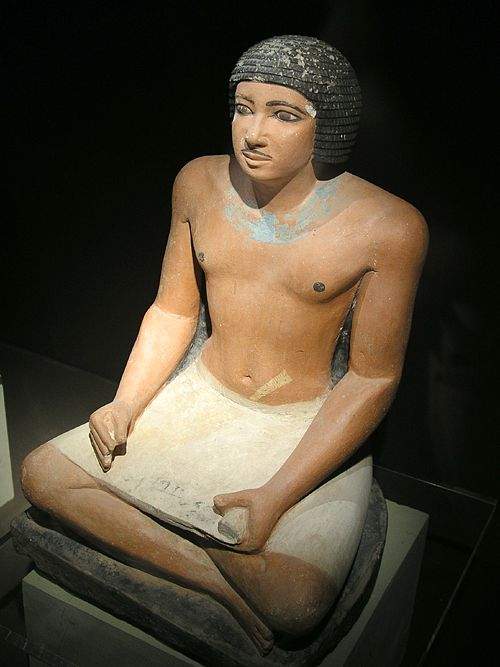
Statua seduta di uno scriba egizio con un documento di papiro sul suo grembo, trovata nel cimitero occidentale a Giza, V Dinastia, datata tra il XXV e il XXIV secolo a.C.

Nella Storia egizia, leggere e scrivere erano i principali requisiti per servire in un incarico pubblico, nonostante gli ufficiali del governo fossero assistiti quotidianamente nel loro lavoro da un gruppo sociale colto di élite noto come scribi. Come evidenziato dal Papiro Anastasi I del Periodo Ramesside, agli scribi poteva essere anche richiesto "...di organizzare lo scavo di un lago e la costruzione di una rampa di mattoni, stabilire il numero di uomini necessari per trasportare un obelisco e di organizzare l'approvvigionamento per una missione militare". Oltre ai lavori governativi, i servizi degli scribi sono stati spesso ricercati dagli analfabeti per scrivere lettere, atti di vendita e documenti legali. Si pensa che le persone che sapevano leggere e scrivere comprendessero solo l'1% della popolazione, mentre i rimanenti erano contadini, mandriani, artigiani e altri lavoratori, così come mercanti che richiedevano l'assistenza di scribi come segretari. Lo status privilegiato dello scriba sui lavoratori analfabeti era il tema di un popolare testo di insegnamenti del Periodo Ramesside La satira dei mestieri, dove venivano criticati lavori umili e indesiderabili, per esempio il vasaio, il pescatore, il lavandaio e il soldato, e veniva lodata la professione dello scriba. Una simile opinione avvilente nei confronti degli analfabeti è espressa negli Insegnamenti di Khety del Medio Regno, che sono usati per rinforzare la posizione elevata dello scriba nella gerarchia sociale.

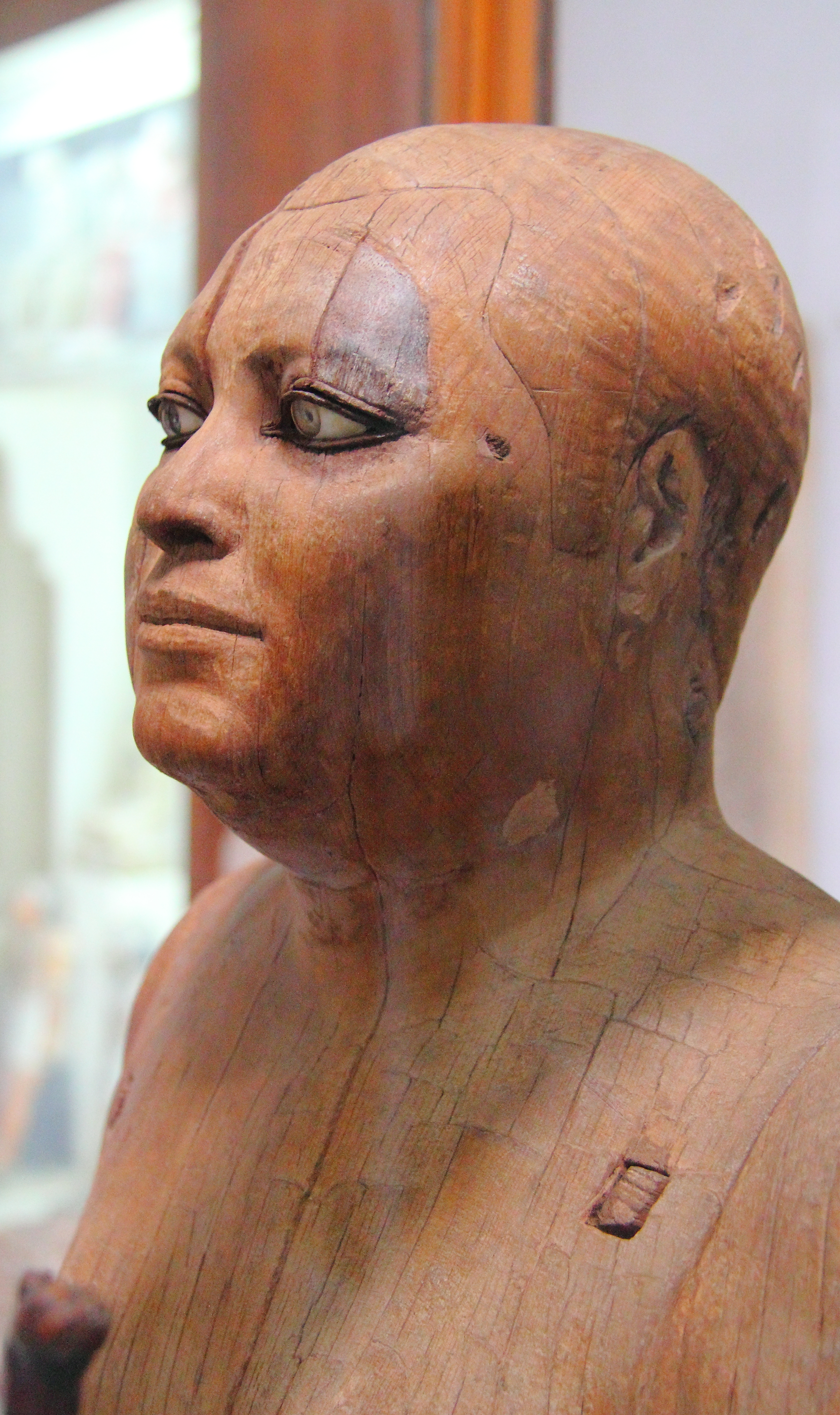
Statua in legno dello scriba Kaaper, IV o V dinastia dell'Antico Regno, da Saqqara, 2500 a.C. circa

La classe degli scribi era il gruppo sociale responsabile di conservare, trasmettere e canonizzare i classici letterari, e di scrivere nuovi componimenti. Opere classiche, come Le avventure di Sinuhe e gli Insegnamenti di Amenemhat, erano copiate dagli scolari come esercizi pedagogici per la scrittura e per istillare i valori etici e morali necessari che distinguevano la classe sociale degli scribi. I libri sapienziali del genere degli "insegnamenti" rappresentano la maggior parte dei testi pedagogici scritti sugli ostraka durante il Medio Regno; i testi di narrativa, come Le avventure di Sinuhe e Re Neferkara e il generale Sasenet vennero copiati raramente come esercizi scolastici fino al Nuovo Regno. William Kelly Simpson descrive i racconti narrativi come Sinuhe e Il racconto del naufrago come "...istruzioni o insegnamenti nelle vesti di narrative", poiché i protagonisti di queste storie rappresentano i valori del tempo, come l'amore per la casa o la fiducia in se stessi.
Ci sono alcuni casi conosciuti dove uomini fuori dalla professione di scriba erano istruiti e avevano accesso alla letteratura classica. Menna, un disegnatore, che lavorava a Deir el-Medina durante la XX dinastia, citava passaggi dalle narrative del Medio Regno come L'oasita eloquente e Il racconto del naufrago in una lettera di rimprovero al suo figlio disobbediente. Un contemporaneo ramesside di Menna, Hori, lo scriba autore della lettera satirica nel Papiro Anastasi I, ammonì il suo destinatario per aver citato le Istruzioni di Hordjedef nella maniera indecorosa di una persona non scriba e semi-istruita. Fischer-Elfert descrive ulteriormente questo affronto di un dilettante alla letteratura ortodossa:
Cosa può essere rivelato dall'attacco di Hori sul modo in cui alcuni scribi ramessidi si sentivano obbligati a dimostrare la loro maggiore o minore conoscenza con la letteratura antica è il concetto che queste opere venerabili dovevano essere conosciute per intero e non dovevano essere abusate come fonti per detti popolari estratti deliberatamente dal passato. I classici del tempo dovevano essere memorizzati completamente e compresi a fondo prima di essere citati.

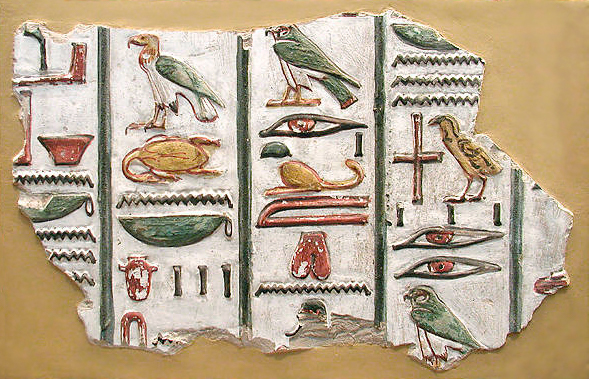
Geroglifici dal Tempio funerario di Seti I, ora situato nella Grande sala ipostila di Karnak

Ci sono prove limitate ma solide nella letteratura e nell'arte egizia della pratica della lettura orale dei testi al pubblico. La parola per "recitare" (šdj) era spesso associata con biografie, lettere, e incantesimi. La parola "cantare" (ḥsj) era usata per le canzoni di lode, le canzoni d'amore, i lamenti funerari, e alcuni incantesimi. Discorsi come la Profezia di Neferti suggeriscono che i componimenti fossero destinati alla lettura orale tra gli incontri di élite. Nel breve ciclo di storie in demotico del I millennio a.C. incentrato sulle gesta di Petiese, le storie iniziano con la frase "La voce che è davanti al Faraone", il che indica che un oratore e un pubblico erano coinvolti nella lettura del testo. Un pubblico immaginario di alti ufficiali governativi e membri della corte reale è citato in alcuni testi, ma potrebbe essere stato coinvolto un pubblico più ampio e non istruito. Per esempio, una stele funeraria di Sesostri I (1971–1926 a.C.C) menziona esplicitamente persone che si sarebbero riunite ed avrebbero ascoltato uno scriba che avrebbe recitato ad alta voce le iscrizioni della stele.
La letteratura aveva anche scopi religiosi. Iniziando con i Testi delle Piramidi dell'Antico Regno, opere di letteratura funeraria scritte sulle pareti delle tombe, e più tardi sui sarcofagi, e sui papiri posti nelle tombe, erano ideati per proteggere e nutrire le anime nell'aldilà. Ciò includeva l'uso di incantesimi, magie, e inni lirici. Copie di testi letterari non funerari trovati in tombe non regali suggeriscono che il defunto potesse intrattenersi nell'aldilà leggendo questi testi di insegnamenti e storie di narrativa.

Papiro recante alcune liriche d'amore note come Canti del boschetto, da Deir el-Medina, tra il 1190 e il 1077 a.C., Nuovo Regno. Museo Egizio, Torino.

Nonostante la produzione letteraria fosse prevalentemente un'attività di scribi maschi, si pensa che alcune opere fossero state scritte da donne. Per esempio, sono stati trovati vari riferimenti a donne che scrivono lettere e lettere private mandate e ricevute da donne. Tuttavia, Edward F. Wente afferma che, anche con riferimenti espliciti a donne che leggono lettere, è possibile che le donne incaricassero altri per scrivere i documenti.

## Datazione, ambientazione e autore

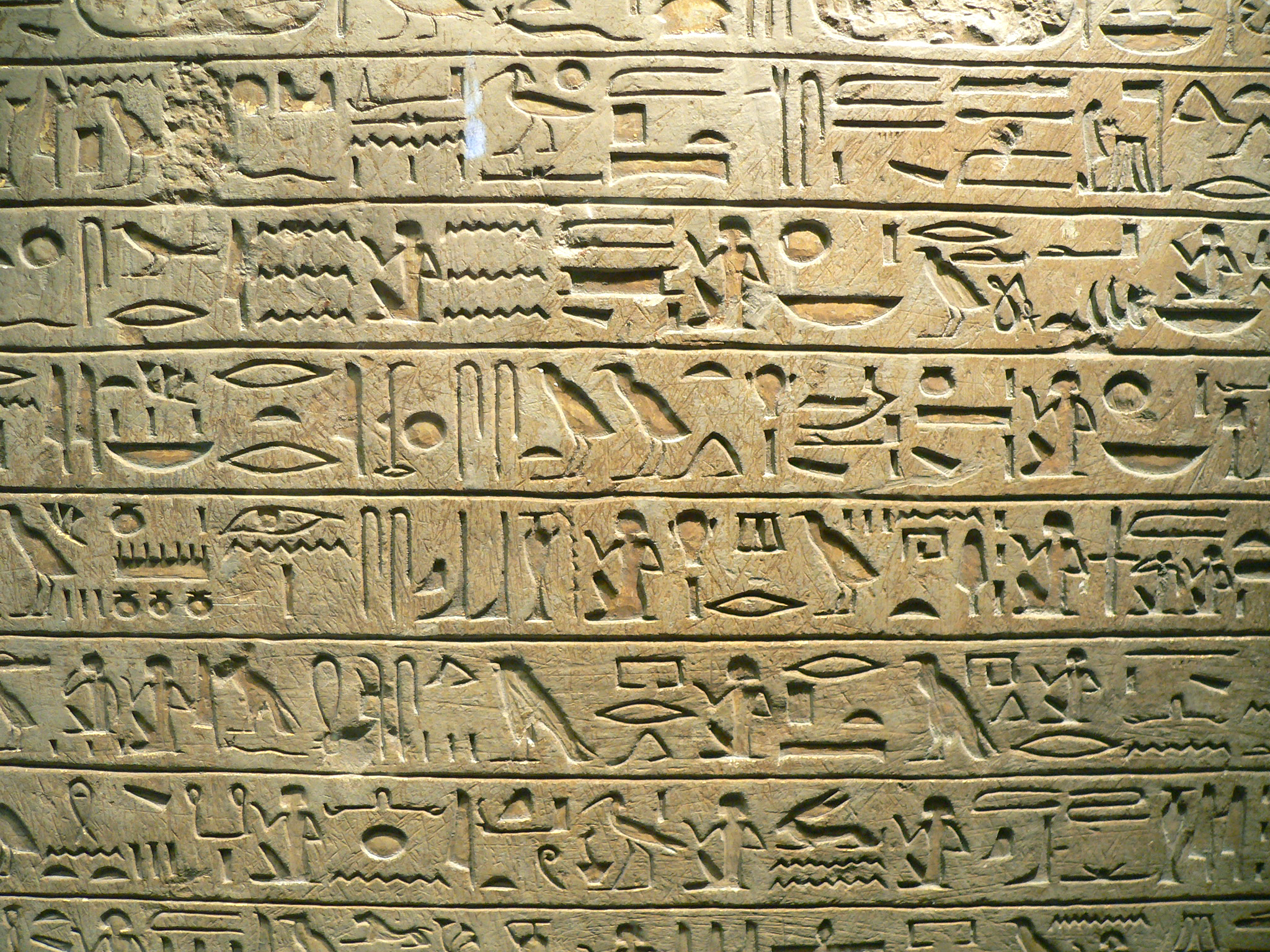
La stele di Minnakht, capo degli scribi, con iscrizioni geroglifiche, datata al regno di Ay (1323–1319 a.C. circa)

Richard B. Parkinson e Ludwig D. Morenz scrivono che la letteratura egizia - definita strettamente come belles-lettres ("bella scrittura") — non fu registrata in forma scritta fino all'inizio della XII dinastia del Medio Regno. I testi dell'Antico Regno servivano principalmente a conservare i culti divini, proteggere le anime nell'aldilà, e per documenti di uso pratico nella vita quotidiana. Fino al Medio Regno i testi non vennero scritti per scopo di intrattenimento e per curiosità intellettuale. Parkinson e Morenz ipotizzano anche che le opere scritte del Medio Regno fossero trascrizioni della letteratura orale dell'Antico Regno. Si sa che alcune poesie orali furono conservati in scritti più tardi; per esempio, le canzoni dei portatori di lettighe furono conservate in versi scritti nelle iscrizioni di tombe dell'Antico Regno.
Datare i testi con il metodo della paleografia, lo studio della grafia, è problematico a causa degli stili diversi di scrittura ieratica. L'uso dell'ortografia, anche lo studio dei sistemi di scrittura e dell'uso di simboli è problematico, poiche alcuni autori di testi potrebbero aver copiato lo stile caratteristico di un archetipo più antico. Racconti immaginari venivano spesso inseriti in ambientazioni storiche remote, e l'uso di ambientazioni contemporanee fu un fenomeno relativamente recente. Lo stile di un testo fornisce poco aiuto nel determinare la data esatta della sua composizione, poiché il genere e la scelta dell'autore potrebbero riguardare maggiormente lo stato d'animo di un testo piuttosto che l'era in cui è stato scritto. Per esempio, gli autori del Medio Regno potevano ambientare testi sapienziali immaginari nell'età d'oro dell'Antico Regno, o potevano scrivere racconti immaginari ambientati in un'età caotica rappresentante la vita più problematica nel Primo Periodo Intermedio. Altri testi immaginari sono ambientati in illo tempore (cioè in un tempo indeterminabile) e spesso contengono temi senza tempo.

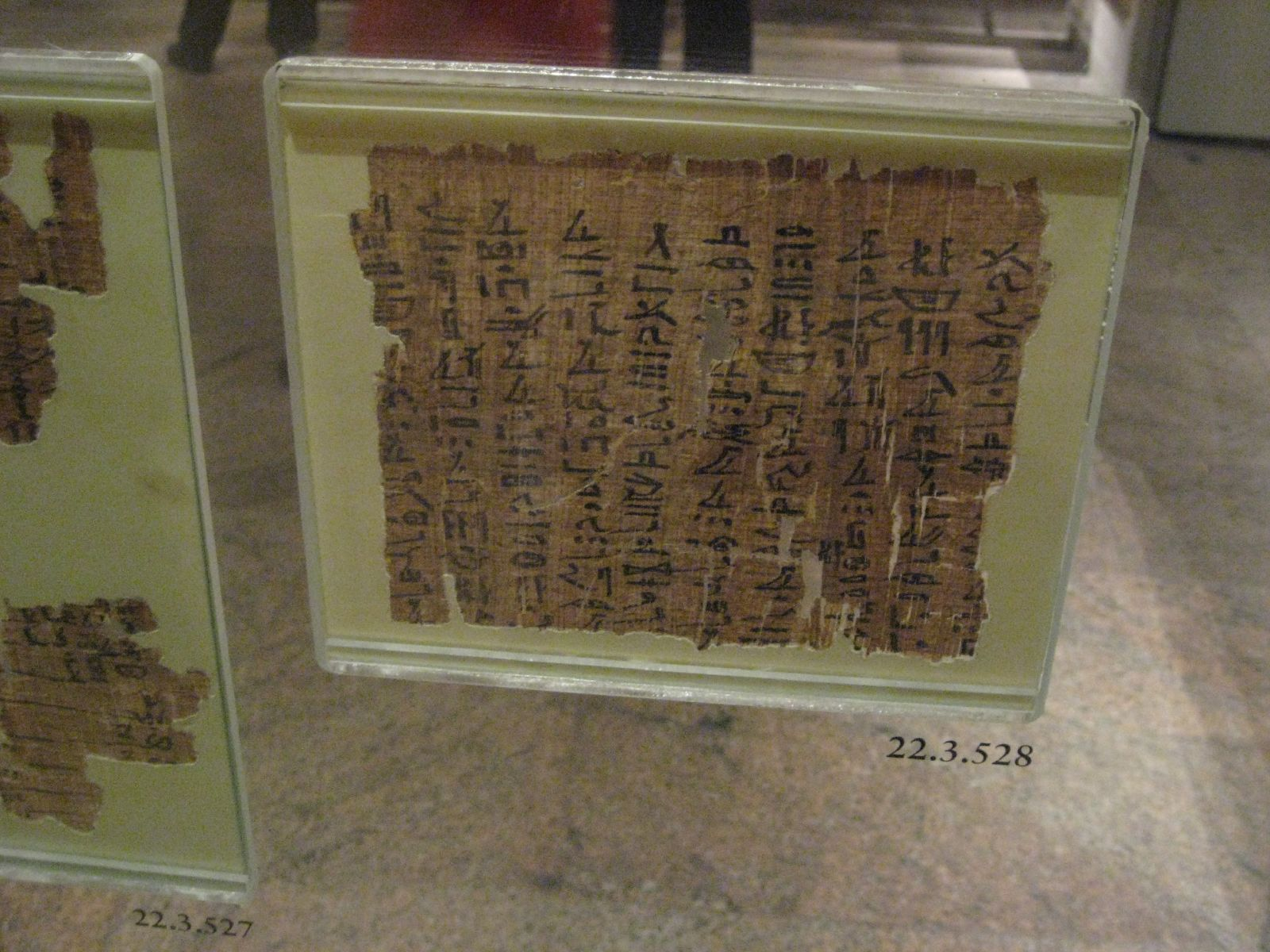
Uno dei Papiri di Hekanakht, una collezione di lettere private in ieratico datate all'XI dinastia del Medio Regno

Parkinson scrive che quasi tutti i testi letterari erano pseudonimi, e spesso attribuiti falsamente a famosi protagonisti della storia più antica, come re e visir. Solo i generi letterari degli "insegnamenti" e delle "lamentazioni/discorsi" contengono opere attribuite ad autori storici; i testi nel genere dei racconti narrativi non furono mai attribuiti a personaggi storici famosi. John W. Tait afferma che durante il Periodo Classico dell'Egitto, "Gli scribi egizi costruivano la loro opinione personale della storia del ruolo degli scribi e degli autori dei testi", ma durante Periodo Tardo, questo ruolo invece fu mantenuto dall'élite religiosa dei templi.
Ci sono poche eccezioni alla regola dello pseudonimo. Gli autori reali di alcuni testi insegnamento del Periodo Ramesside erano riconosciuti, ma questi casi sono rari, localizzati, e non caratterizzano le opere tradizionali. Coloro che scrivevano lettere private e talvolta di esempio erano riconosciuti come gli autori originali. Le lettere private potevano essere usate nei tribunali come testimonianze, poiché la grafia unica di una persona poteva essere identificata come autentica. Le lettere private ricevute o scritte dal faraone venivano talvolta incise in geroglifico su monumenti di pietra per celebrare il potere del re, mentre i decreti del re iscritti su stele erano spesso resi pubblici.

## Generi letterari e temi
Gli egittologi moderni classificano i testi egizi in generi letterari, per esempio "lamentazioni/discorsi" e racconti narrativi. L'unico genere di letteratura chiamata come tale dagli antichi egizi era il genere degli "insegnamenti" o "sebayt". Parkinson afferma che i titoli di un'opera, la sua dichiarazione di apertura, o le parole chiave trovate nel corpo del testo dovrebbero essere usate come indicatori del suo genere particolare. Solo il genere dei racconti narrativi impiegava la prosa, ma molte delle opere di quel genere, così come quelle di altri generi, erano scritte in versi. la maggior parte dei versi egizi erano scritti in forma di distici, ma talvolta venivano usaate anche le terzine e le quartine.

### Istruzioni e insegnamenti

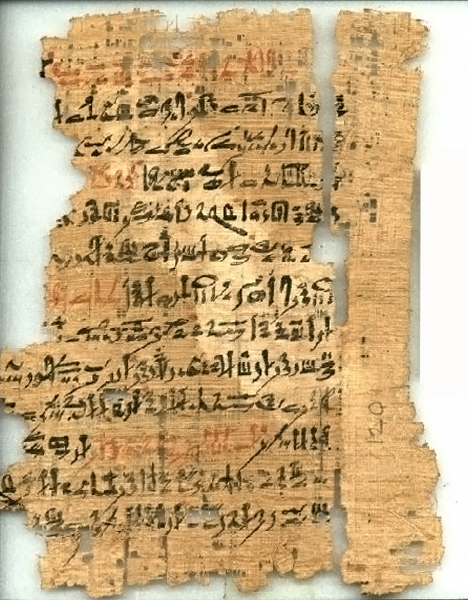
Una copia del Nuovo Regno su papiro degli Insegnamenti lealisti, scritta in ieratico

Il genere delle "istruzioni" o "insegnamenti", così come il genere dei "discorsi riflessivi", può essere raggruppato nel corpo più grande della letteratura sapienziale dell'antico vicino Oriente. Il genere è di natura didattica e si pensa che abbia formato parte del programma di educazione degli scribi nel Medio Regno. Tuttavia, i testi di insegnamenti incorporavano spesso elementi di narrativa che potevano istruire così come intrattenere. Parkinson afferma che ci sono prove che i testi di insegnamento non fossero originariamente creati per l'uso nell'educazione degli scribi, ma a scopi ideologici. Ad esempio, Adolf Erman (1854–1937) scrive che le istruzioni immaginarie date da Amenemhat I (1991–1962 a.C.) ai suoi figli "...superano di gran lunga i confini della filosofia scolastica, e non c'è assolutamente nulla che abbia a che fare con la scuola in un serio ammonimento ai suoi figli affinché siano leali al re". Mentre la letteratura narrativa, rappresentata in opere come L'oasita eloquente, enfatizzano l'eroe individuale che sfida la società e i suoi ideali, al contrario i testi di insegnamenti sottolineano la necessità di aderire ai dogmi accettati dalla società.
Le parole chiave trovate nei testi di insegnamenti includono "conoscere" (rḫ) e "insegnare" (sbꜣ). Questi testi di solito adottano la struttura formulare del titolo di "le istruzioni di X fatte per Y", dove "X" può essere rappresentato da una figura autoritaria (come un visir o un re) che fornisce guida morale a suo figlio o ai suoi figli. È spesso difficile determinare quanti indirizzi immaginari sono coinvolti in questi insegnamenti, poiche alcuni testi passano da singolare a plurale quando si riferiscono al loro pubblico.

Papiro con formule per proteggersi dai serpenti e rimedi per curare gli occhi e per estrarre spine di pesce, tra il 1980 e il 1760 a.C., Medio Regno. Museo Egizio, Torino.

Esempi del genere degli "insegnamenti" includono le Massime di Ptahhotep, le Istruzioni di Kagemni, Gli Insegnamenti al re Merykara, le L'insegnamento di Amenemhat per il figlio Sesostri, le Istruzioni di Djedefhor, gli Insegnamenti lealisti, l'Insegnamento di Ankhsheshonq e le Istruzioni di Amenemope. I testi di insegnamenti sopravvissuti dal Medio Regno erano scritti su manoscritti di papiro. Non è sopravvissuto nessun ostrakon educazionale dal Medio Regno. La prima tavoletta da scrivere di uno scolaro, con una copia di testi di insegnamenti (Massime di Ptahhotep), è datata alla XVIII dinastia. Le Massime di Ptahhotep e le Istruzioni di Kagemni sono trovate entrambe nel Papiro Prisse, che è stato scritto durante la XII dinastia del Medio Regno. Gli interi Insegnamenti lealisti sopravvivono solo in manoscritti dal Nuovo Regno, nonostante l'intera prima metà sia conservata su una stele biografica nel Medio Regno che commemora l'ufficiale della XII dinastia Sehetepibra. Gli Insegnamenti al re Merykara, le Istruzioni di Amenemhat, e le Istruzioni di Djedefhor sono opere autentiche del Medio Regno, ma sopravvivono solo su copie più tarde del Nuovo Regno. Le Istruzioni di Amenemope sono una composizione del Nuovo Regno.

### Racconti narrativi e storie

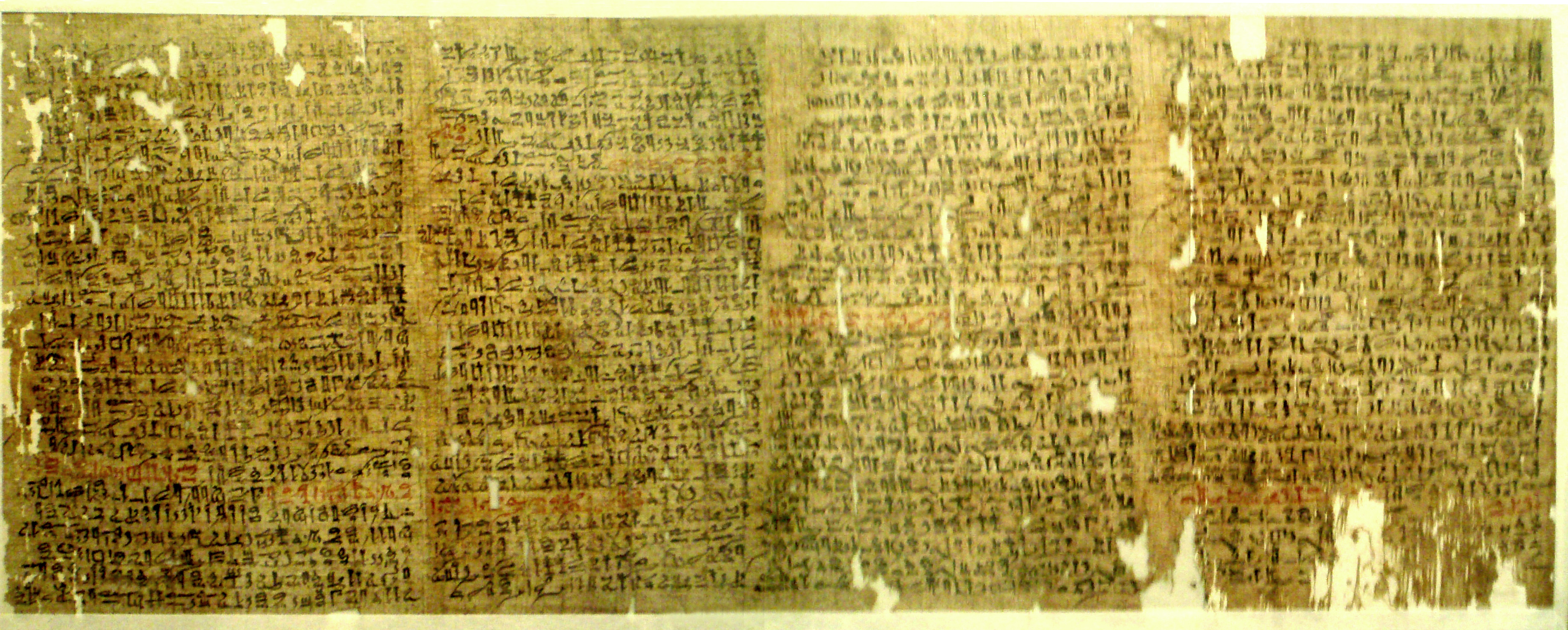
Il Papiro Westcar, nonostante fosse stato scritto in ieratico tra la XV e la XVII dinastia, contiene le Storie della Corte del Re Cheope, che sono state scritte in una fase dell'Egizio Medio che è datata alla XII dinastia.

Frammento di giara iscritta in ieratico che riporta un brano del Racconto del fantasma (una storia di fantasmi) tra il 1292 e il 1076 a.C. (Nuovo Regno dell'Egitto), da Deir el-Medina. Museo Egizio, Torino.

Il genere dei "Racconti" e delle "storie" è probabilmente il genere meno rappresentato dalla letteratura sopravvissuta del Medio Regno e dell'Egizio Medio. Nelle tarda letteratura egizia, i racconti e le storie comprendono la maggior parte delle opere letterarie sopravvissute datate dal Periodo Ramesside del Nuovo Regno al Periodo Tardo. Le maggiori opere narrative del Medio Regno comprendono le Storie della Corte del Re Cheope, Re Neferkara e il generale Sisene, L'oasita eloquente, le Avventure di Sinuhe e il Racconto del naufrago. Tra le storie del Nuovo Regno vi sono la Disputa di Apopi e Seqenenra, La presa di Joppa, la Storia del principe condannato, la Storia dei due fratelli, e Il viaggio di Unamon. Le storie del I millennio a.C. scritte in Demotico includono la storia della Stele della carestia (ambientata nell'Antico Regno, nonostante sia stata scritta durante la dinastia tolemaica) e i brevi cicli di storie del periodo greco e romano che trasformano figure storiche famose come Khaemwaset (XIX dinastia) e Inaros (Periodo Persiano dell'Egitto) in eroi immaginari e leggendari. Ciò è in contrasto con molte storie scritte in tardo egizio, i cui autori spesso sceglievano divinità come protagonisti e luoghi mitologici come ambientazioni.
Parkinson definisce i racconti come "...narrazioni immaginarie, non commemorative e non funzionali" che spesso usano la parola chiave "narrare" (sdd). Egli lo descrive come il genere con meno limiti precisi, poiché i racconti spesso incorporano elementi di altri generi letterari. Per esempio, Morenz descrive la sezione di apertura del racconto Le avventure di Sinuhe come una "...presentazione funeraria di se stesso" che parodia la tipica autobiografia trovata sulle stele funerarie commemorative. L'autobiografia è per un messaggero il cui servizio è iniziato sotto Amenemhat I. Simpson afferma che la morte di Amenemhat I nel rapporto dato da suo figlio, coreggente, e successore Sesostri I (1971–1926 a.C.) all'esercito all'inizio delle Avventure di Sinuhe sia "...eccellente propaganda". Morenz descrive Il racconto del naufrago come un rapporto i spedizione e un mito di letteratura di viaggio. Simpson nota che il metodo letterario della "storia in una storia" nel Racconto del naufrago potrebbe fornire "...il più antico esempio di una cronaca narrativa di una cava". Con l'ambientazione di un'isola magica del deserto, e un personaggio che è un serpente parlante, Il racconto del naufrago potrebbe anche essere classificato come una fiaba. Mentre storie come Le avventure di Sinuhe, La presa di Joppa e Il principe condannato contengono rappresentazioni immaginarie di Egizi all'estero, Il viaggio di Unamon è più probabilmente basato su un vero resoconto di un egizio che ha viaggiato a Biblo in Fenicia per ottenere legno di cedro per costruire una nave durante il regno di Ramses XI.

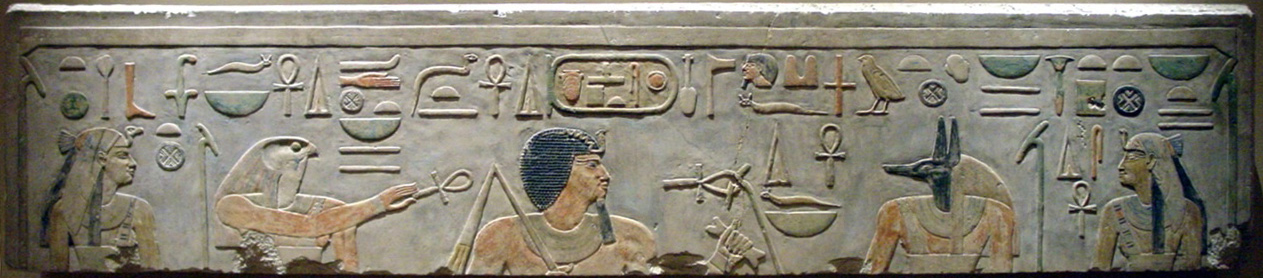
Un rilievo di Amenemhat I accompagnato da divinità; la morte di Amenemhat I è riportata da suo figlio Sesostri I nelle Avventure di Sinuhe.

I racconti narrativi e le storie sono più spesso trovate su papiri, ma testi parziali e talvolta completi sono trovati sugli ostraka. Ad esempio, Le avventure di Sinuhe sono trovate su cinque papiri composti durante la XII e la XIII dinastia. Questo testo fu copiato più tardi molte volte su ostraka durante la XIX e la XX dinastia, con un ostrakon contenente il testo completo su entrambi i lati.

### Lamentazioni, discorsi, dialoghi e profezie
Il genere del Medio Regno dei testi profetici, conosciuto anche come "lamentazioni", "discorsi", "dialoghi", e "letteratura apocalittica", include opere come le Lamentazioni di Ipuwer, la Profezia di Neferti, e il Dialogo di un uomo con il suo ba. Questo genere non aveva nessun precedente conosciuto nell'Antico Regno e nessuna composizione originale conosciuta fu prodotta nel Nuovo Regno. Tuttavia, opere come la Profezia di Neferti erano spesso copiate durante il Periodo Ramesside del Nuovo Regno, quando questo genere del Medio Regno fu canonizzato ma interrotto. La letteratura profetica egizia subì una rinascita durante il periodo greco e romano con opere come la Cronaca demotica, l'Oracolo dell'Agnello, l'Oracolo del Vasaio, e due testi profetici che si concentrano su Nectanebo II (r. 360–343 BC) come protagonista. Insieme ai testi di insegnamenti, questi discorsi riflessivi (parola chiave mdt) sono raggruppati nella categoria della letteratura sapienziale del vicino Oriente antico.

Il ba in forma di uccello, un componente dell'Anima egizia di cui si discute nel discorso del Medio Regno Dialogo di un uomo con il suo ba

Nei testi del Medio Regno, i temi collegati includono una visione pessimistica, descrizioni di cambiamento sociale e religioso, e grande disordine sulla terra, prendendo la formula di versi "prima-ora". Nonostante questi testi siano solitamente descritti come "lamentazioni", la Profezia di Neferti divaga da questo modello, fornendo una soluzione positiva a un mondo problematico. Nonostante sopravviva solo copie più tarde dalla XVIII dinastia in poi, Parkinson afferma che, a causa di ovvi contenuti politici, la Profezia di Neferti sia stata scritta originariamente durante o subito dopo il regno di Amenemhat I. Simpson la chiama "...un lampante volantino politico ideato per supportare il nuovo regime" della XII dinastia fondata da Amenemhat, che usurpò il trono di Mentuhotep IV della XI dinastia. Nel discorso narrativo, Snefru (2613–2589 a.C.) della IV dinastia convoca a corte il saggio e sacerdote lettore Neferti. Neferti intrattiene il re con profezie, predicendo che la terra entrerà in un'era caotica, alludendo al Primo periodo intermedio, solo per essere riportata alla sua antica gloria da un giusto re — Ameny — che gli Egizi avrebbero presto riconosciuto come Amenemhat I. Un modello simile di un mondo tumultuoso trasformato in un'età d'oro da un re salvatore fu adottato dall'Oracolo dell'Agnello e dall'Oracolo del Vasaio, nonostante il loro pubblico vivesse sotto il dominio romano, il salvatore doveva ancora arrivare.
Nonostante fossero state scritte durante la XII dinastia, le Lamentazioni di Ipuwer sopravvivono solo da un papiro della XIX dinastia. Tuttavia, il Dialogo di un uomo con il suo ba è trovato su un papiro originale della XII dinastia, il Papiro di Berlino 3024. Questi due testi somigliano ad altri discorsi nello stile, nel tono, e nel tema, nonostante siano unici in quanto ai pubblici immaginari vengono dati dei ruoli molto attivi nello scambio del dialogo. Nelle Lamentazioni di Ipuwer, un saggio si rivolge a un re anonimo ed ai suoi funzionari, descrivendo lo stato miserabile della terra, per il quale incolpa l'incapacità del re di sostenere i valori regali. Ciò può sembrare o un avvertimento ai re o una legittimazione della dinastia corrente, confrontandola con il periodo apparentemente turbolento che la precedette. Nel Dialogo di un uomo con il suo ba, un uomo racconta a un pubblico una conversazione con il suo ba (una parte dell'Anima egizia) in cui riflette se continuare a vivere nella disperazione o se cercare la morte come una fuga dalla sofferenza.

### Poemi, canzoni, inni e testi funerari

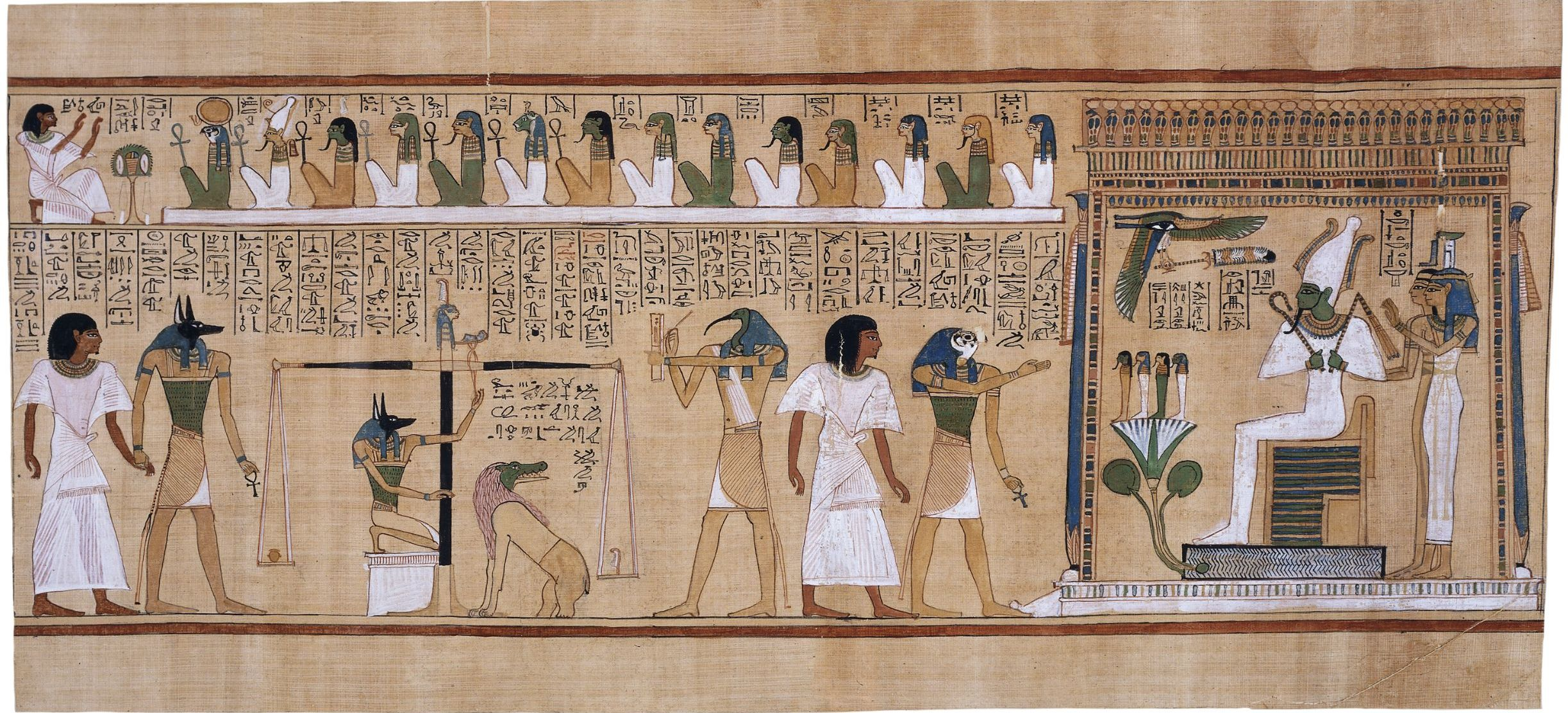
Scena dal Libro dei morti di Huenefer (XIX dinastia) che mostra il suo cuore pesato contro la piuma della verità.Se il suo cuore è più leggero della piuma, ha accesso all'aldilà; altrimenti, il suo cuore viene divorato da Ammit.

Le stele funerarie furono prodotte per la prima volta all'inizio dell'Antico Regno. Trovate di solito nelle mastabe, combinavano i rilievi con iscrizioni riportanti il nome del defunto, i loro titoli ufficiali (se vi sono), e invocazioni.
Si pensava che i poemi funerari proteggessero l'anima del re nella morte. I Testi delle Piramidi sono il primo esempio letteratura religiosa sopravvissuta che incorpori versi poetici. Questi testi non appaiono nelle tombe o nelle piramidi prima del regno di Unis (2375–2345 a.C.), la cui piramide fu costruita a Saqqara. I Testi delle Piramidi riguardano prevalentemente la protezione e il nutrimento dell'anima del sovrano nell'aldilà. Questo scopo col tempo incluse la protezione sia del sovrano sia dei suoi subordinati nell'aldilà. Una varietà di tradizioni testuali si evolse dagli originali Testi delle Piramidi: i Testi dei sarcofagi del Medio Regno, il cosiddetto Libro dei Morti, le Litanie di Ra, e il Libro dell'Amduat, scritti su papiri dal Nuovo Regno alla fine della civiltà egizia.
I poemi erano anche scritti per celebrare il potere del re. Per esempio, nel Grande tempio di Amon a Karnak, Thutmose III (1479–1425 a.C.) della XVIII dinastia eresse una stele che commemorava le sue vittorie militari in cui gli dei benedicevano Thutmose in versi poetici e gli assicuravano vittorie sui suoi nemici. Oltre alle stele, dei poemi sono stati trovati su tavolette di legno per la scrittura usate dagli scolari. Oltre alla glorificazione dei re, i poemi erano scritti per onorare varie divinità e anche il Nilo.

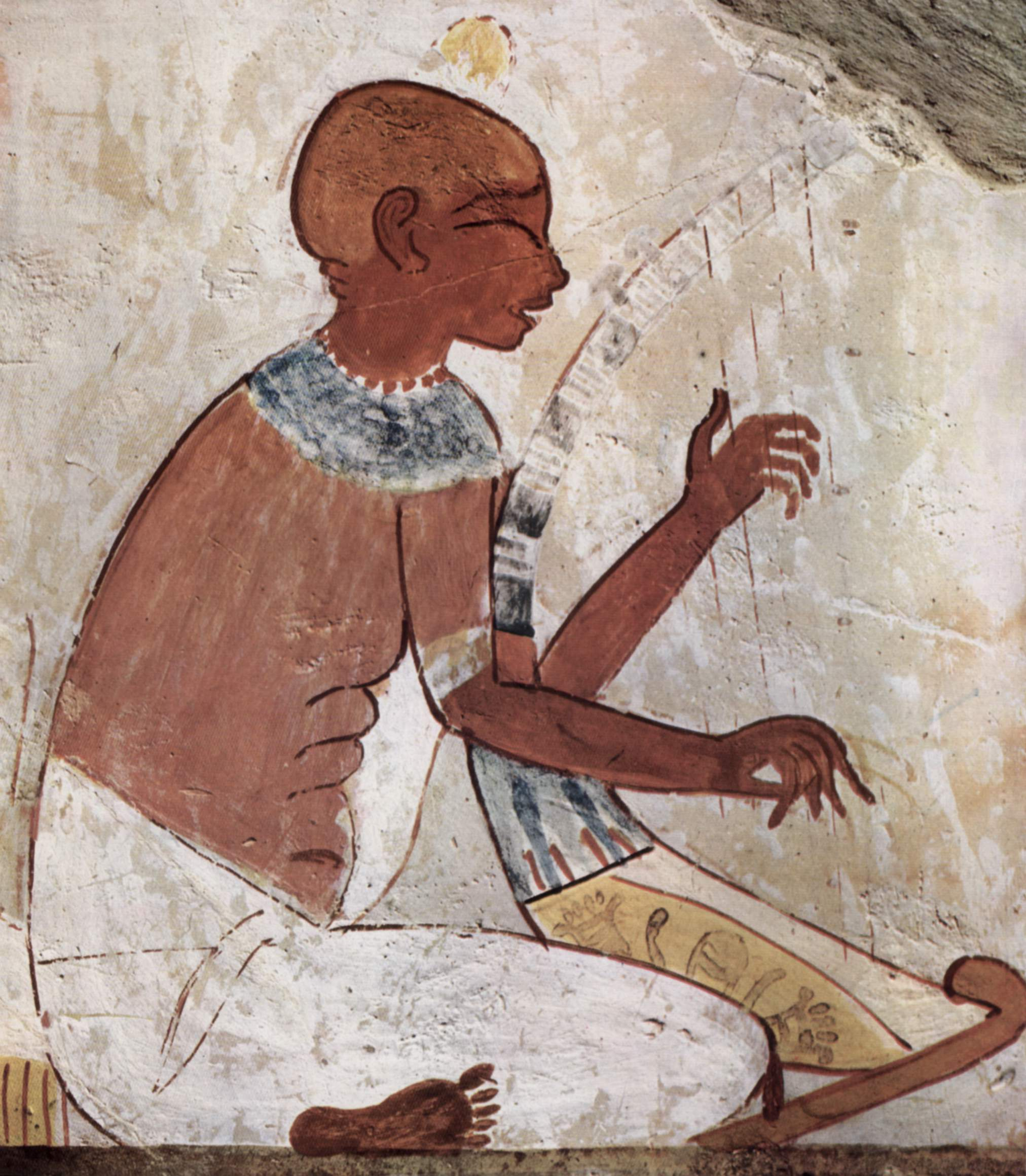
Un arpista cieco, da un dipinto parietale della XVIII dinastia, XV secolo a.C.

Gli inni e le canzoni rimanenti dalle tombe dell'Antico Regno includono gli inni del saluto del mattino agli dei nei loro templi. Un ciclo di canzoni del Medio Regno dedicato a Sesostri III (1878–1839 a.C.) è stato scoperto a el-Lahun. Erman ritiene che queste siano canzoni laiche usate per salutare il faraone a Menfi, mentre Simpson ritiene che siano di natura religiosa ma afferma che la divisione tra canzoni religiose e laiche non è molto netta. Il Canto dell'arpista, il cui testo è stato trovato in una tomba del Medio Regno e nel Papiro Harris 500 del Nuovo Regno, doveva essere cantato per gli ospiti a cena nei banchetti formali.
Durante il regno di Akhenaton (1353–1336 a.C.), il Grande Inno ad Aton — conservato nelle tombe di Amarna, compresa la tomba di Ay — era dedicato ad Aton, la divinità del disco solare a cui era dato il patrocinio esclusivo durante il suo regno. Simpson compara le parole di questa composizione e la sequenza di idee a quelle del Salmo 104.
È stato conservato un solo inno poetico nella scrittura demotica. Tuttavia, ci sono molto esempi rimanenti di inni egizi del Periodo Tardo scritti in geroglifici sulle pareti dei templi.
Non ci sono canzoni d'amore egizie datate prima del Nuovo Regno, essendo queste scritte in egizio tardo, nonostante si pensa che esse siano esistite anche in tempi precedenti. Erman compara le canzoni d'amore al Cantico dei cantici, citando le denominazioni di "sorella" e "fratello" che gli amanti usavano per parlarsi.

### Lettere private, lettere modello, ed epistole

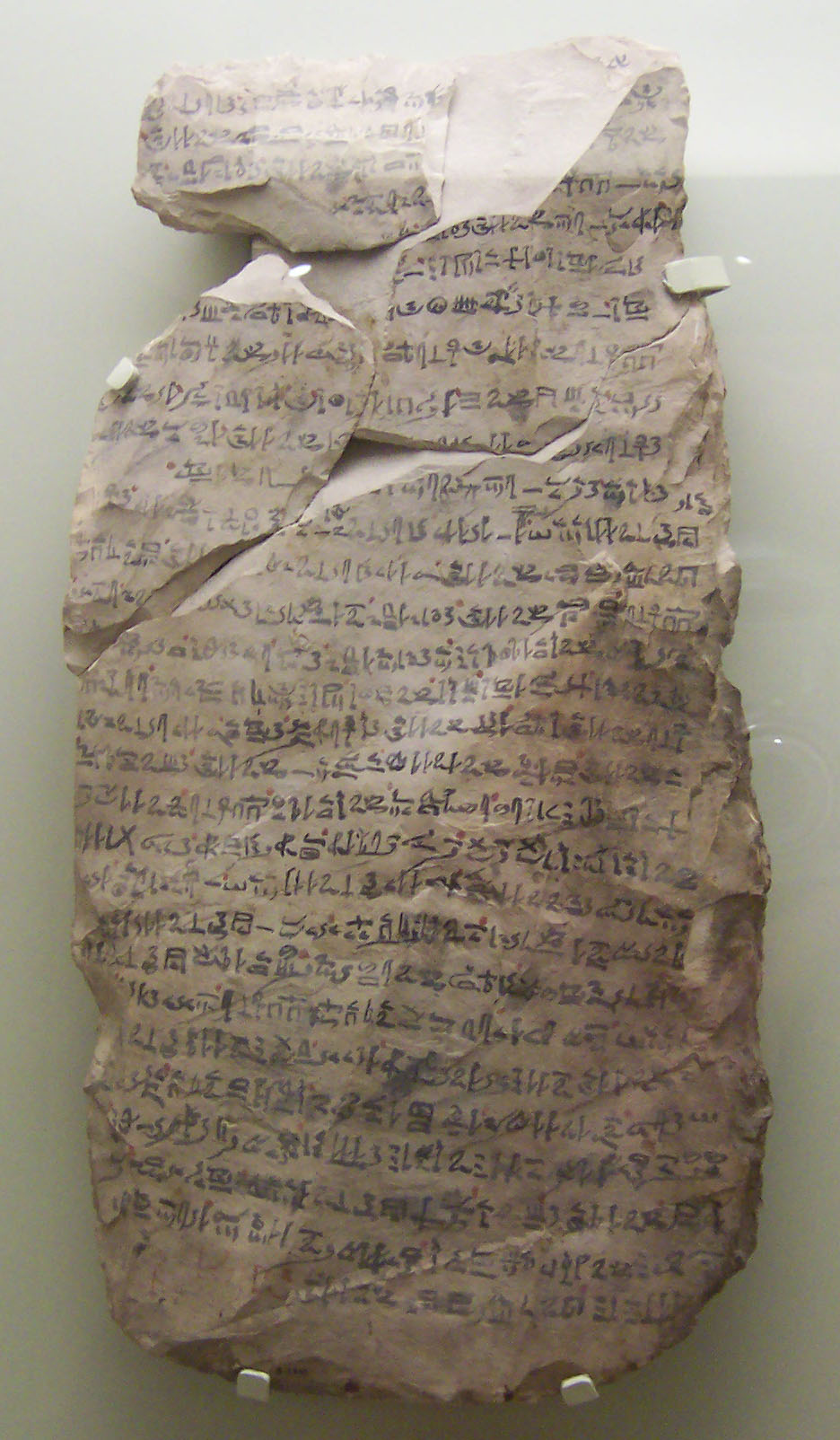
Scrittura ieratica su un ostrakon di calcare; il testo è stato scritto come esercitazione da uno scolaro egizio. Egli copiò quattro lettere del visir Khay (che fu attivo durante il regno di Ramses II).

Le lettere modello e le epistole egizie sono raggruppate in un solo genere letterario. Rotoli di papiro sigillati con timbri di fango venivano usati per lettere a lunga distanza, mentre venivano spesso usati ostraka per scrivere lettere più corte, non confidenziali, inviate a destinatari vicini. Lettere di corrispondenza reale o ufficiale, originariamente scritte in ieratico, venivano talvolta scritte su pietra in geroglifico. I vari testi scritti da scolare su tavolette di legno includono le lettere modello Lettere private potevano essere usate come lettere modello per gli scolari per essere copiate, comprese lettere scritte dai loro insegnanti o dalle loro famiglie. Tuttavia, queste lettere modello erano raramente incluse nei manoscritti educativi; erano invece usate lettere di finzione trovate in numerosi manoscritti. La formula epistolare comune usata in queste lettere modello era "L'ufficiale A. dice allo scriba B".
Le lettere private più antiche su papiro sono state trovate in un tempio funerario datato al regno di Djedkara Isesi (2414–2375 a.C.) della V dinastia. Più lettere sono datate alla VI dinastia, il sottogenere delle epistole iniziò. Il testo educativo Kemi, datato alla XI dinastia, contiene una lista di saluti epistolari, una narrazione con un finale in forma di lettera e terminologia adatta per l'uso in biografie commemorative. Si è notato che anche altre lettere dell'inizio del Medio Regno usavano formule epistolare simili a quelle della Kemit. I Papiri di Heqanakht, scritti da un proprietario terriero, sono datati alla Xi dinastia e rappresentano alcune delle lettere conosciute più lunghe che sono state scritte nell'Antico Egitto.
Durante la fine del Medio Regno può essere osservata una maggiore standardizzazione della formula epistolare, ad esempio in una serie di lettere modello tratte da dispacci mandati alla Fortezza di Semna in Nubia durante il regno di Amenemhat III (1860–1814 a.C.). Venivano scritte durante tutte le tre dinastie del Nuovo Regno anche epistole. Mentre fin dall'Antico Regno venivano scritte lettere per i morti, la composizione di lettere di preghiere alle divinità in forma epistolare iniziò nel Periodo Ramesside, diventando molto popolare durante il periodo persiano e tolemaico.
L'epistola delle Lettere satiriche del Papiro Anastasi I, scritte durante la XIX dinastia era un testo pedagogico e didattico copiato su numerosi ostraka dagli scolari. Wente descrive la versatilità di questa epistola, che conteneva "...saluti opportuni con auguri per questa vita e la prossima, la composizione retorica, l'interpretazione di aforismi della letteratura sapienziale, l'applicazione della matematica a problemi di ingegneria, il calcolo di provviste per un esercito e la geografia dell'Asia occidentale". Inoltre, Wente la chiama un "...trattato polemico" che sconsiglia l'apprendimento dei termini per luoghi, professioni, e cose; ad esempio, non è accettabile conoscere sono i nomi dei luoghi dell'Asia occidentale, ma è anche importante conoscere anche importanti dettagli sulla sua topografia e sulle sue strade. Per agevolare l'insegnamento, il testo utilizza sarcasmo e ironia.

### Testi biografici e autobiografici
Catherine Parke scrive che le più antiche iscrizioni commemorative appartengono all'antico Egitto e sono datate al III millennio a.C. Scrive: "Nell'antico Egitto i resoconti formulari delle vite dei faraoni lodavano la continuità del potere dinastico. Anche se tipicamente scritti in prima persona, queste dichiarazioni sono pubbliche, testimonianze generali, non discorsi personali." Aggiunge che come in queste antiche iscrizioni, il bisogno umano di "...celebrare, commemorare, e immortalare, l'impulso della vita contro la morte", è nello scopo delle biografie scritte oggi.

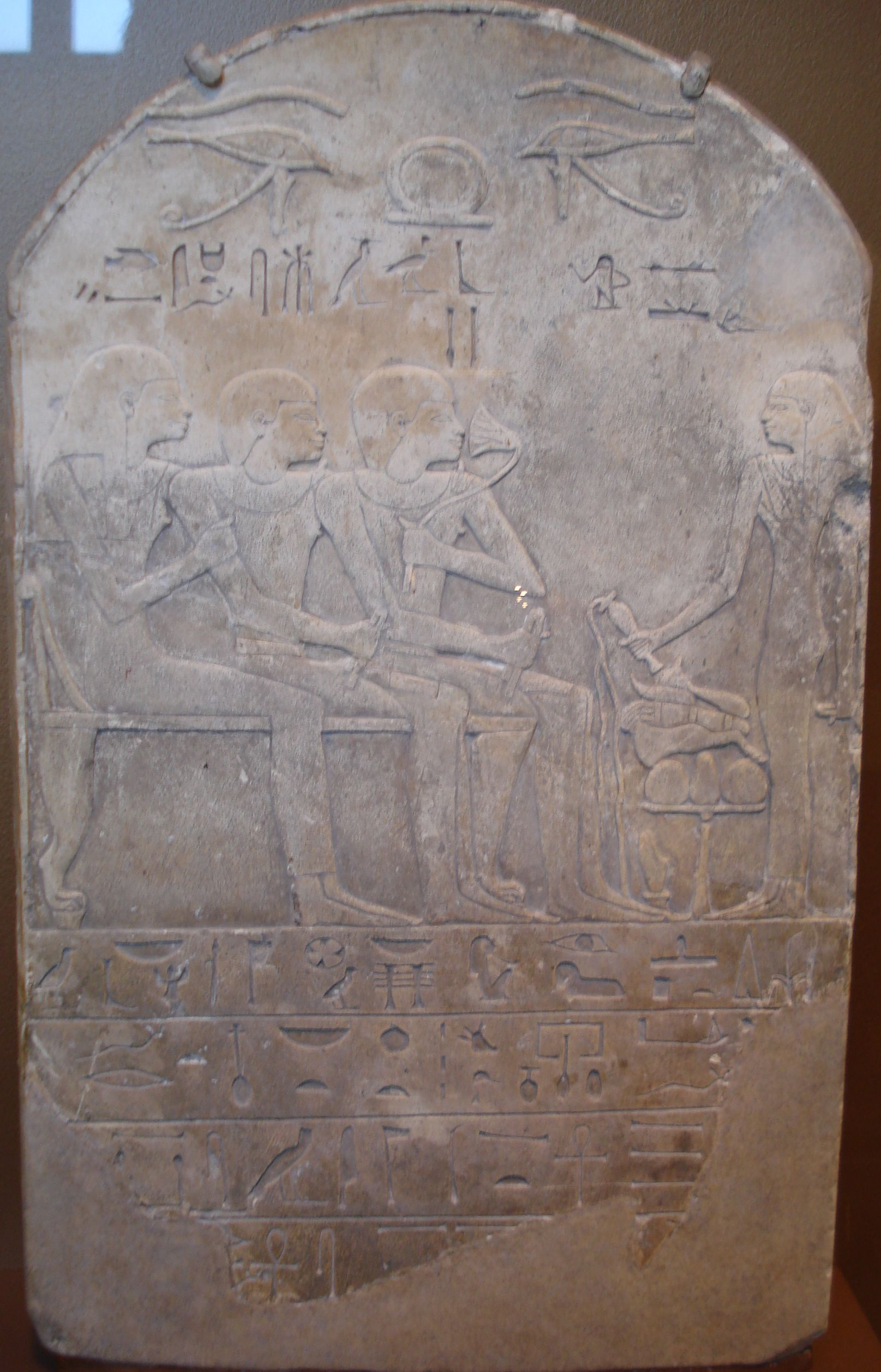
Una stele funeraria di un uomo chiamato Ba (seduto, mentre odora un loto sacro, ricevendo offerte); Anche il figlio Mes e la moglie Iny sono seduti. L'identità del portatore delle offerte non è specificata. La stele è datata alla XVIII dinastia del Nuovo regno.

Olivier Perdu afferma che le biografie non esistevano nell'antico Egitto, e che la scrittura commemorativa debba essere considerata autobiografica. Edward L. Greenstein non è d'accordo con la terminologia di Perdu, affermando che il mondo antico non produceva "autobiografie" nel significato moderno, e che queste debbano essere distinte dai testi autobiografici del mondo antico. Tuttavia, sia Perdu che Greenstein sostengono che le autobiografie del Vicino Oriente antico non debbano essere equiparate al concetto moderno di autobiografia.
Jennifer Koosed spiega che non c'è un consenso uniforme tra gli studiosi riguardo all'esistenza o meno di biografie e autobiografie nel mondo antico. Una delle maggiori argomentazioni contro questa teoria è che il concetto di individualità non esisteva fino al Rinascimento europeo, il che spinge Koosed a scrivere "...così l'autobiografia è resa un prodotto della civiltà europea: sant'Agostino generò Rousseau, che generò Henry Adams, e così via". Koosed sostiene che l'uso della prima persona nei testi funerari commemorativi dell'antico Egitto non debba essere preso letteralmente poiché l'ipotetico autore è già morto. I testi funerari dovrebbero essere considerati biografici invece che autobiografici. Koosed avverte che il termine biografia riferito a questi testi è problematico, poiché inoltre questi descrivono spesso le esperienze della persona defunta nel viaggiare attraverso l'aldilà.
Iniziando con le stele funerarie degli ufficiali della fine della III dinastia, veniva aggiunta una piccola quantità di dettagli biografici accanto ai titoli del defunto. Tuttavia, non fu fino alla VI dinastia che le narrazioni della vita e della carriera degli ufficiali del governo vennero scritte. Le biografie nelle tombe divennero più dettagliate durante il Medio Regno, e includevano informazioni riguardo alla famiglia del defunto. La grande maggioranza di testi autobiografici è dedicata a funzionari e scribi, ma durante il Nuovo Regno alcune furono dedicate a ufficiali militari e soldati. Testi autobiografici del periodo tardo pongono un'enfasi maggiore al cercare l'aiuto delle divinità piuttosto che ad agire giustamente per avere successo nella vita. Mentre i primi testi autobiografici trattavano esclusivamente della celebrazione di vite di successo, i testi autobiografici del Periodo Tardo includono lamenti per morti premature, simili agli epitaffi dell'antica Grecia.

### Decreti, cronache, liste reali e narrazioni storiche

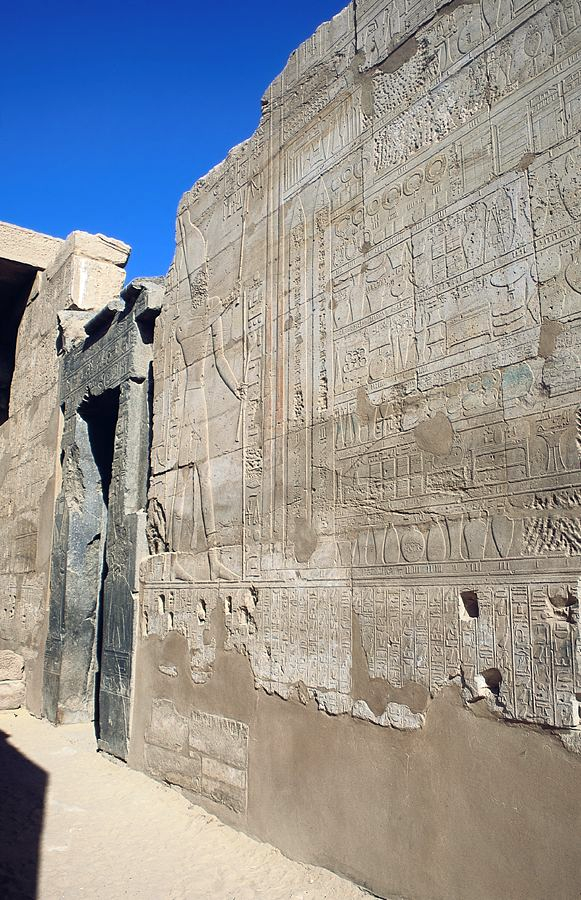
Gli annali del faraone Thutmose III a Karnak

Gli storici moderni considerano che alcuni testi biografici — o autobiografici — siano importanti documenti storici. Ad esempio, le steli biografiche di generali militari nelle cappelle delle tombe costruite sotto Thutmose III forniscono la gran parte delle informazioni conosciute riguardo alle guerre in Siria e in Palestina. Tuttavia, anche gli annali di Thutmose III, scolpiti nelle pareti di vari monumenti costruiti durante il suo regno, come quelli a Karnak, conservano informazioni riguardi queste campagne militari. Gli annali di Ramses II (1279–1213 a.C.), che raccontano la Battaglia di Qadeš contro gli Ittiti includono, per la prima volta nella letteratura egizia, un poema epico narrativo, distinto da tutta la poesia precedente, che serviva a celebrare ed istruire.
Altri documenti utili per indagare sulla storia egizia sono le antiche liste reali trovate in laconiche cronache, come la Pietra di Palermo della V dinastia. Questi documenti legittimavano la rivendicazione della sovranità del faraone contemporaneo. Attraverso la storia egizia, decreti reali raccontavano le gesta dei faraoni regnanti. Ad esempio, il faraone nubiano Piankhy (752–721 a.C.), fondatore della XXV dinastia, fece erigere una stele scritta in egizio medio che descrive con sfumature insolite e immagini vivide le sue campagne militari di successo.
Uno storico egizio, conosciuto con il suo nome greco di Manetone (III secolo a.C. circa), fu il primo a scrivere la storia completa dell'Egitto. Manetone fu attivo durante il regno di Tolomeo II (283–246 a.C.) e usò le Storie del greco Erodoto (484 a.C.–425 a.C. circa) come sua principale fonte di ispirazione per una storia dell'Egitto scritta in greco. Tuttavia, le fonti principali dell'opera di Manetone furono le liste reali delle precedenti dinastie egizie.

### Graffiti di tombe e templi

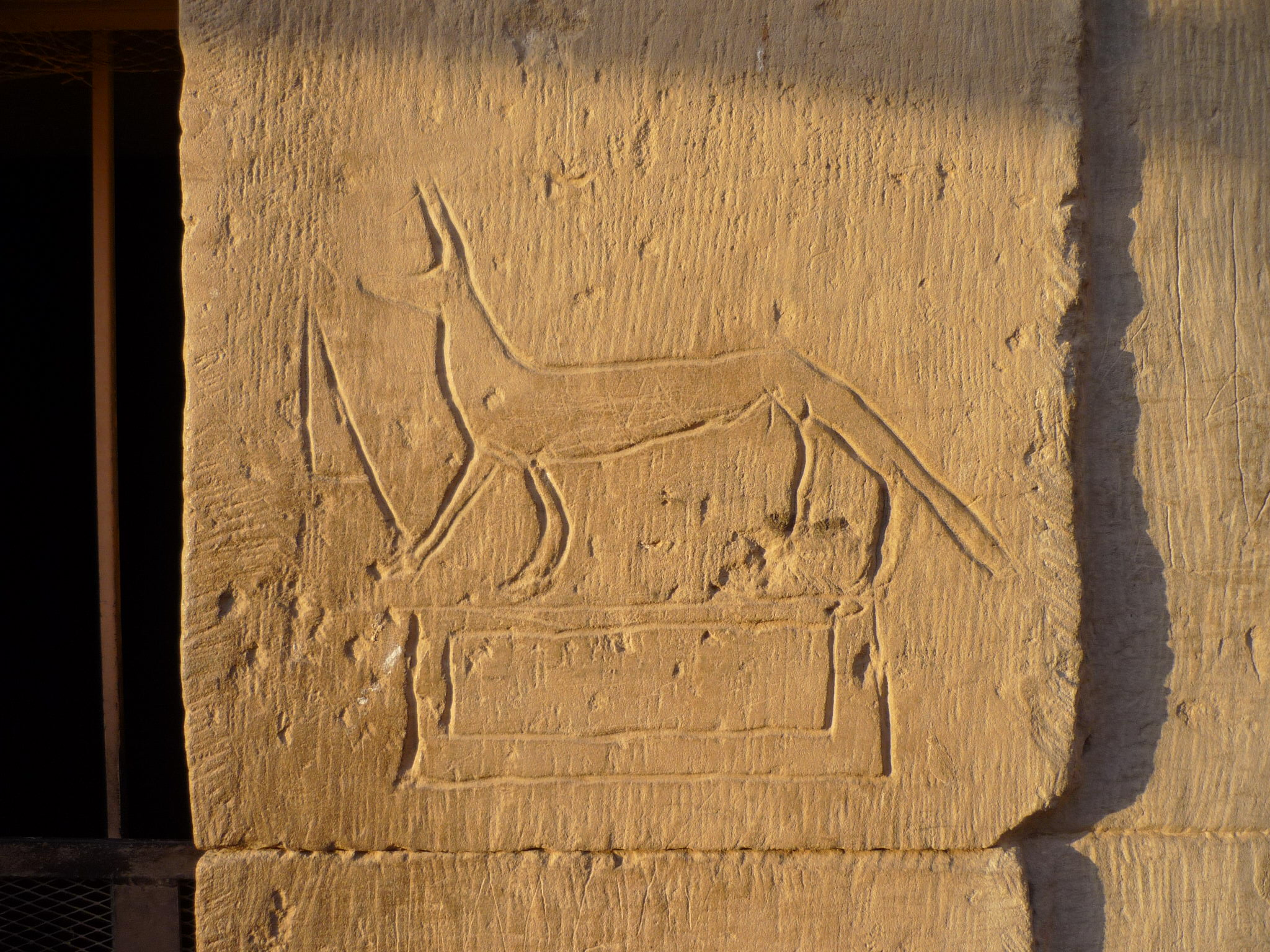
Graffiti artistici di una figura canina nel tempio di Kôm Ombo, costruito durante la dinastia tolemaica

Fischer-Elfert distingue la scrittura dei graffiti egizi come un genere letterario. Durante il Nuovo Regno, gli scribi che visitavano luoghi antichi spesso lasciavano messaggi di graffiti sulle pareti dei templi funerari e delle piramidi, spesso in commemorazione di queste strutture. Gli studiosi moderni non considerano questi scribi meri turisti, ma pellegrini che visitavano luoghi sacri dove i centri di culto inattivi potevano essere usati per comunicare con gli dei. C'è prova da un ostrakon educativo trovato nella tomba di Senenmut (TT71) che la scrittura formulare di graffiti era praticata nelle scuole di scribi. In un messaggio di greffiti, lasciato nel tempio funerario di Thutmose III aa Deir el-Bahari, un detto modificato dalle Massime di Ptahhotep è incorporato in una preghiera scritta sulla parete del tempio. Gli scribi spesso scrivevano i loro graffiti in gruppi separati per distinguere i propri da quelli degli altri. Questo portò alla competizione tra gli scribi, che spesso denigravano la qualità dei graffiti scritti da altri.

## Eredità, traduzione e interpretazione
Dopo che i Copti si convertirono al cristianesimo nei primi secoli d.C., la loro letteratura copta cristiana divenne separata dalle tradizioni letterarie faraoniche ed ellenistiche. Tuttavia, gli studiosi ipotizzano che la letteratura egizia, forse in forma orale, influenzò la letteratura greca e araba. Sono tracciati dei parallelismi tra i soldati egizi che entrarono di nascosto a Joppa nascosti in ceste per conquistare la città nella storia La presa di Joppa e i greci micenei che entrano di nascosto a Troia nel Cavallo di Troia. La Presa di Joppa è stata anche equiparata alla storia araba di Alì Babà nelle Mille e una notte. È stato ipotizzato che Sindbad il marinaio possa essere stato ispirato dal Racconto del naufrago. Alcune opere egizie sono state commentate da studiosi nel mondo antico. Ad esempio, lo storico romano-ebraico Flavio Giuseppe (37 d.C.-100 d.C. circa) citò e commentò i testi storici di Manetone.

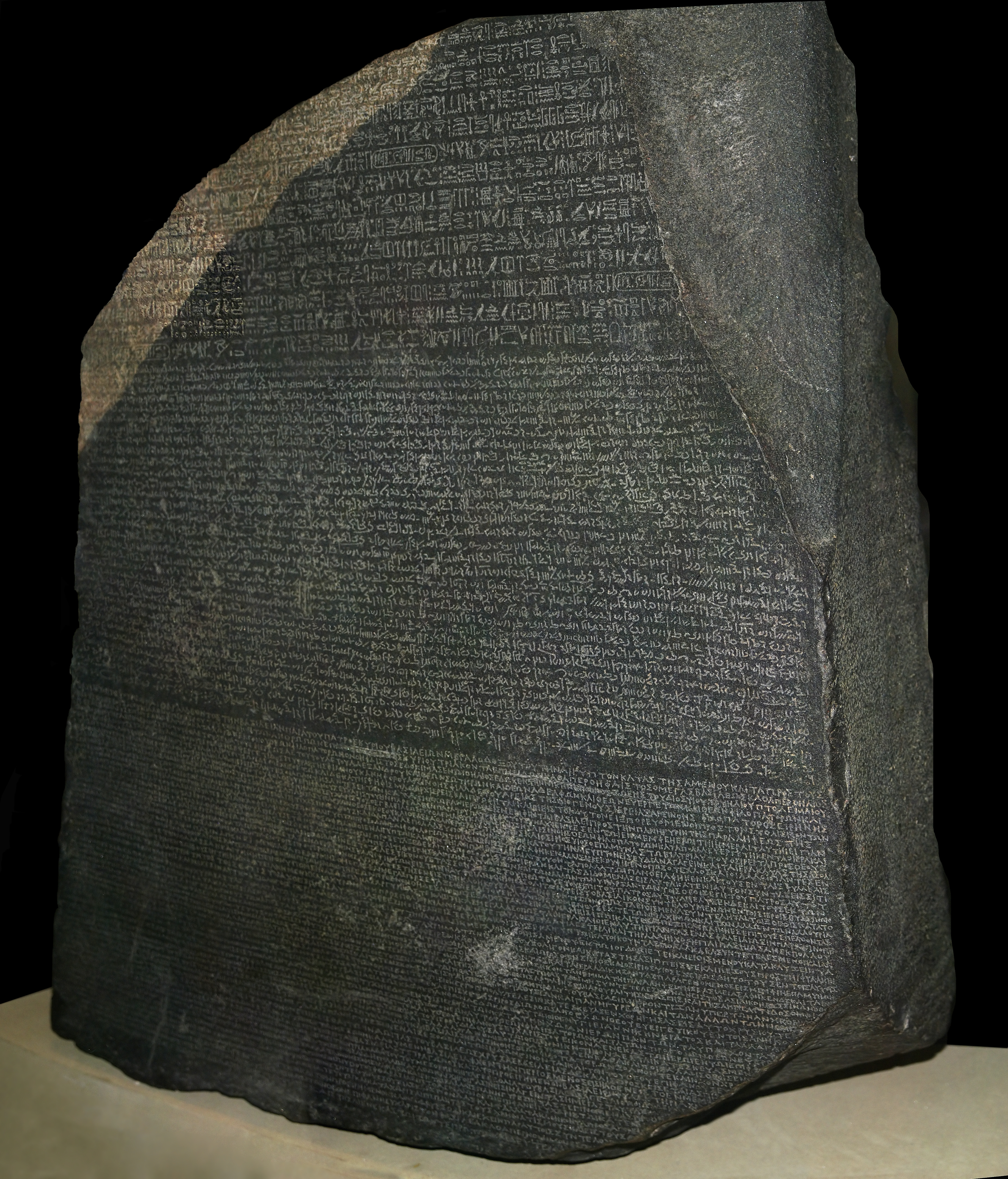
La trilingue Stele di Rosetta, nel British Museum

L'iscrizione geroglifica conosciuta incisa più recentemente dell'antico Egitto si trova in un tempio a File, datata precisamente al 394 d.C., durante il regno di Teodosio I (379–395 d.C.). Nel IV secolo d.C., l'egizio-ellenico Orapollo compilò uno studio di quasi duemila geroglifici egizi e fornì la sua interpretazione dei loro significati, nonostante la sua comprensione fosse limitata e fosse ignaro dell'uso fonetico di ogni geroglifico. Questo studio fu apparentemente perso fino al 1415, quando l'italiano Cristoforo Buondelmonti lo acquisì sull'isola di Andro. Athanasius Kircher (1601–1680) fu il primo in Europa a rendersi conto che il Copto era un diretto discendente linguistico dell'antico egizio. Nel suo Oedipus Aegyptiacus, egli fece il primo sforzo concertato europeo di interpretare il significato dei geroglifici egizi, sebbene fosse basato su deduzioni simboliche.
Non fu fino al 1799, con la scoperta napoleonica di un'iscrizione trilingue (geroglifico, demotico e greco) sulla Stele di Rosetta, che gli studiosi moderni furono capaci di tradurre la letteratura dell'antico Egitto. Il primo grande sforzo per tradurre i geroglifici della Stele di Rosetta fu fatto da Jean-François Champollion (1790–1832) nel 1822. I primi sforzi di traduzione della letteratura egizia durante il XIX secolo furono tentativi per confermare gli eventi biblici.

Prima del 1970, l'opinione generale degli studiosi era che la letteratura dell'antico Egitto — nonostante condividesse delle similitudini con moderne categorie letterarie — non era un discorso indipendente, ininfluenzato dall'ordine sociopolitico antico. Tuttavia, dal 1970 in poi, un numero crescente di storici e di studiosi di letteratura hanno dubitato di questa teoria. Mentre gli studiosi prima del 1970 trattavano le opere letterarie egizie come fonti storiche che riflettevano accuratamente le condizioni di questa antica società, gli studiosi ora mettono in guardia contro questo approccio. Gli studiosi usano sempre di più un approccio ermeneutico multiforme per lo studio delle singole opere letterarie, in cui non solo lo stile e il contenuto, ma anche il contesto culturale, storico e sociale dell'opera sono tenuti in conto. Le singole opere possono poi essere usate come casi di studio per ricostruire le caratteristiche principali del discorso letterario egizio.